# Revolución Liberal de 1871
La revolución liberal de 1871 de Guatemala fue un proceso revolucionario ocurrido en Guatemala, de carácter liberal, que causó un cambio en la política de este país, y que derrocaría al presidente Vicente Cerna. Fue liderada principalmente por Miguel García Granados, y con importante participación de Justo Rufino Barrios, se dio como resultado de la lucha entre conservadores y liberales, desarrollada en diferentes eventos desde la Independencia Centroamericana. Los liberales esperaron a que falleciera el gobernante conservador Rafael Carrera en 1865 para alzarse contra el gobierno conservador de los 30 años.

## Antecedentes

### Federación Centroamericana
Artículos principales: Provincias Unidas del Centro de América y Federación Centroamericana
Desde la independencia de Centroamérica, los conflictos fueron comunes y constantes, primeramente las luchas entre quienes querían anexarse a México, y quienes querían establecer una nación aparte y segundamente, las luchas entre los conservadores, que querían mantener los parámetros de gobierno que hubo durante la dominación española, y los liberales, que querían un cambio radical en ciertas políticas tras la independencia.
El político y militar salvadoreño Manuel José Arce llegó a la presidencia centroamericana en 1825, gobernando hasta 1829, gobernando primero con el apoyo de los liberales, pero tiempo después con el de los conservadores. Este, tras ser depuesto por el general Francisco Morazán y huir a México, encabezaría rebeliones frustradas en 1831 y 1833.

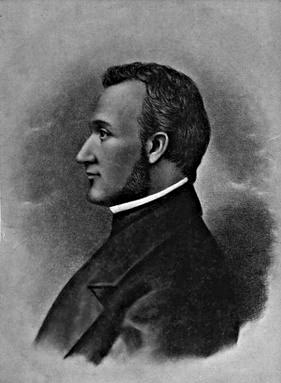
General Francisco Morazán.
Caudillo liberal hondureño.

En 1829, el general hondureño Francisco Morazán logró una victoria, dirigiendo el autodenominado Ejército Aliado Protector de la Ley, de tendencia liberal, sobre el gobierno conservador del presidente federal Manuel José Arce, y el jefe del Estado de Guatemala Mariano de Aycinena y Piñol. Morazán se instaló como presidente de las Provincias Unidas de Centro América. El gobierno liberal, inició reformas educativas, judiciales y económicas, y trató de limitar el poder económico y político de la Iglesia Católica.
Durante su mandato, estuvieron al mando los presidentes José Francisco Barrundia, bajo cuyo gobierno se confiscaron las propiedades españolas y se adoptaron radicales medidas en contra de la Iglesia, como la expulsión del arzobispo de Guatemala, prohibición de las órdenes religiosas y confiscación de todos sus bienes y propiedades; y Mariano Gálvez, federalista y liberal, que reformó la enseñanza y que en 1836 fue reelegido para un segundo mandato, en el que destacaron las medidas reformistas del Código Penal, las leyes de divorcio, el matrimonio civil y la libertad de testar. Esta política provocó reacciones conservadoras, como el levantamiento de Santa Rosa en 1837 y la rebelión de Rafael Carrera que lo derrocó en 1838, obligándole a exiliarse.
Aún durante el mandato de Centroamérica de Francisco Morazán, quien hubiera trasladado la capital centroamericana al El Salvador, luchas internas de la confederación le obligaron a llevar a cabo acciones militares con el fin de mantener su unidad. Tuvo que exiliarse en 1840, obligado por las fuerzas conservadoras de Rafael Carrera; regresó dos años más tarde, con la intención de restablecer la confederación, pero fue traicionado y finalmente fue fusilado en Costa Rica.

### Gobiernos conservadores de Guatemala
Tras la victoria de Rafael Carrera de la lucha que había iniciado desde 1837 contra Francisco Morazán, las fracturas entre los gobiernos locales de Centro América hacían imposible la posibilidad de seguir con la Federación Centroamericana: un gobierno conservador poderoso en Guatemala eliminó cualquier posibilidad de dicha unión. Carrera se instaló en el poder y gobernó Guatemala en dos ocasiones y fue elegido posteriormente presidente vitalicio hasta su muerte. Rafael Carrera tuvo durante su gobierno el apoyo propicio de grupos políticos y religiosos conservadores y liberales (aunque no públicamente). Durante su mandato, reivindicó y devolvió a las órdenes regulares los bienes que habían sido confiscados a la Iglesia católica durante los mandatos liberales, restableció los diezmos, abolió el tributo indígena, enmudeció a la prensa -algo que, dicho sea de paso, siguió siendo practicado por los liberales de manera más dura y férrea- y fundó la República de Guatemala el 21 de marzo de 1847. De lo que no se habla o se escribe generalmente es de los aportes en materia económica, ya que fue durante su gobierno cuando comenzó a ser cultivado el café en el país debido a que la grana fue perdiendo terreno en los mercados internacionales por el surgimiento de tintes rojos artificiales. Mantuvo una guerra contra El Salvador y Honduras entre 1850 y 1853, y en El Salvador, apoyando a los conservadores, derrocando a Gerardo Barrios e instalando a Francisco Dueñas. Tras la muerte de Carrera y algunos gobiernos provisionales, fue elegido presidente de la República Vicente Cerna y Cerna en 1865. Durante su gobierno, Cerna, continuó la política conservadora iniciada por su antecesor. Tras ser reelegido en 1869, implantó una política represiva y acabó con el debate parlamentario. Miguel García Granados, quien fuera líder del Partido Liberal, y quien hubiera mantenido un rechazo hacia la política de Carrera y de Cerna, lideró dos levantamientos frustrados contra Cerna en 1865 y 1867, tras lo cual, tuvo que exiliarse en México. En este país, juntándose con Justo Rufino Barrios, organizaría un ejército junto a guatemaltecos exiliados (en su mayoría mercenarios) para deponer a Cerna.

## Historia de la Reforma Liberal
Con largos antecedentes de lucha entre conservadores y liberales, y con un gobierno conservador y declarado vitalicio con su antecesor Rafael Carrera, los liberales exiliados en México y liderados por Miguel García Granados y Justo Rufino Barrios, hicieron una revolución para deponer a Cerna. El 3 de junio de 1871, García Granados llegó con sus tropas a Patzicía, departamento de Chimaltenango, donde levantaron el Acta de Patzicía desconociendo al gobierno de Vicente Cerna y Cerna.
| Campaña                          | Fecha                    | Descripción |
| -------------------------------- | ------------------------ | --- |
| Antecedentes                     | 14 de abril de 1865      | Muere el general Carrera y se inician insurrecciones en el área dominada por los criollos liberales. |
| Antecedentes                     | 1868                     | El gobierno conservador tomó fuertes medidas represivas en la región montañosa, mudando poblados completos a nuevas ubicaciones y evacuando a la población de las regiones en conflicto para debilitar a los rebeldes. Francisco Cruz se alzó en armas desde la hacienda de Justo Rufino Barrios en Malacatán, pero fue derrotado y pasado por las armas; Barrios huyó a Chiapas y se convirtió en el líder de los liberales guatermaltecos, con la ayuda del presidente mexicano Benito Juárez. El padre de Barrios fue capturado y torturado en la ciudad de Guatemala. El gobierno de Cerna estaba completamente identificado con la élite conservadora del Clan Aycinena y había perdido el apoyo de las grandes masas indígenas que eran incondicionales a Carrera. |
| Antecedentes                     | 8 de enero de 1869       | El mariscal Vicente Cerna y Cerna, intentado legitimar su presidencia, anuncia que su período presidencial terminaría el 23 de mayo de ese año y convoca a una reunión de la asamblea el 17 de enero para elegir nuevo presidente, cuya presidencia terminaría en 1872. Los liberales se deciden por José Víctor Zavala, conservador y amigo de Carrera, como su candidato, pues consideran que es el único que podría guiar la transición entre los radicales conservadores y los liberales positivistas. |
| Antecedentes                     | 17 de enero de 1869      | El mariscal Cerna fue elegido en la asamblea, mientras que el general Zavala empieza a coincidir con los representantes liberales, aunque sin dejar de ser leal al gobierno conservador. |
| Antecedentes                     | 25 de noviembre de 1869  | Tras suspender las garantías constitucionales, Cerna avisa a la Asamblea que va a suspender sus sesiones pues las condiciones del país no garantizaban que este cuerpo se reuniera normalmente. La Asamblea cierra sus sesiones el 1 de diciembre de 1869 y da poder al presidente para acabar con los insurrectos. |
| Campaña del general Serapio Cruz | 7 de diciembre de 1869   | Las tropas liberales de Serapio Cruz atacan la plaza de Huehuetenango donde fueron rechazadas por las fuerzas del gobierno conservador. |
| Campaña del general Serapio Cruz | 23 de enero de 1870      | El general Serapio Cruz, que se había alzado en armas contra el gobierno conservador de Cerna fue derrotado en Palencia en donde sus fuerzas se dispersaron y él fue hecho prisionero y fusilado. Su cadáver fue decapitado y la cabeza freída en aceite y luego fue paseada en triunfo en las calles de la Ciudad de Guatemala. Cerna eliminó la libertad de pensamiento que había en Guatemala desde la muerte de Carrera y ordenó que capturaran a los líderes liberales, el diputado Miguel García Granados, Manuel Larrave y José María Samayoa. Solamente García Granados pudo escapar, ayudado por el también diputado José Víctor Zavala, y luego se asiló en la embajada inglesa, de donde pudo abandonar el país tras pagar una fianza de $10,000. |
| Campaña de 1871                  | 2 de abril de 1871       | Con la ayuda del gobierno mexicano de Benito Juárez, que facilitó rifles Winchester y Remington a los rebeldes,, el autonombrado general Justo Rufino Barrios con cuarenta y cinco hombres ocupó el pueblo de Tacaná. |
| Campaña de 1871                  | 3 de abril de 1871       | El capitán Antonio Búrbano, al mando de doscientos sesenta hombres de las fuerzas gubernamentales atacó Tacaná, pero tras un breve combate, se retiró dejando el campo a la pequeña fuerza de los liberales. Cayó el presidente conservador Dueñas en El Salvador, permitiendo que se iniciara el frente oriental contra el gobierno. |
| Campaña de 1871                  | 14 de mayo de 1871       | Cuando las fuerzas de Miguel García Granados se aproximaron a Retalhuleu, esta fue abandonada por su guarnición de doscientos cincuenta hombres. Los liberales fueron atacados luego por cuatrocientos hombres de Santa Rosa, al mando del sargento mayor Simón Ruano junto con los doscientos cincuenta que habían huido. Pero los liberales lograron rechazar a las fuerzas del gobierno conservador. |
| Campaña de 1871                  | 28 de mayo de 1871       | El coronel Aquilino Calonge con novecientos hombres del gobierno conservador se dirigió sobre los liberales alzados, que solamente sumaban trescientos hombres. El combate se inició a las 9:00 AM, y a pesar de la superioridad numérica de las fuerzas gubernamentales, fueron completamente derrotadas, dejando sobre el campo doscientas armas, ocho cajas de municiones y otros pertrechos. |
| Campaña de 1871                  | 3 de junio de 1871       | Acta de Patzicía: Barrios y otros líderes liberales se reúnen en Patzicía, y desconocen la autoridad del gobierno de Cerna nombrando al general Miguel García Granados como presidente provisional, autorizado a establecer su gobierno. |
| Campaña de 1871                  | 23 de junio de 1871      | Ochocientos hombres del ejército liberal habían tomado posiciones en la cumbre del cerro el Coshón, y el 22 de junio adelantó hasta Tierra Blanca. El 23 a las 4:00 AM las tropas conservadoras de Vicente Cerna y Cerna, que se extendían desde las alturas del Calvario de Totonicapán hasta el Agua Caliente, iniciaron el combate, que terminó a la 1:00 p. m., con una derrota para las fuerzas de Cerna, que a pesar de ser de seis mil hombres, tuvieron que ceder la plaza a los liberales. Cerna se retiró de Totonicapán y las tropas de García Granados ocuparon la plaza al día siguiente. |
| Campaña de 1871                  | 29 de junio de 1871      | Después de la derrota en Tierra Blanca, el presidente Cerna fue a Chimaltenango, donde pensaba fortificarse, pero a último momento decidió seguir hacia Antigua Guatemala; los liberales que lo seguían tomaron el camino de Sumpango, cortándole la comunicación con la Ciudad de Guatemala. A las 8:30 AM del 29, los liberales ocuparon San Lucas Sacatepéquez. El general García Granados ordenó al general Barrios situarse en posiciones que dominaran la encrucijada de San Lucas, en donde se bifurca el camino entre Antigua Guatemala y la Ciudad de Guatemala. Barrios destacó tres compañías a ocupar el cerro de San Bartolo, las cuales se enfrentaron con la vanguardia conservadora y ocuparon la posición. Cerna hizo ocupar las alturas que dominan el camino que conduce a la Labor de Diéguez y otras inmediatas, pero fue derrotado tras una hora de combate. |
| Campaña de 1871                  | 30 de junio de 1871      | Entrada del ejército liberal a la capital de Guatemala: el mariscal José Víctor Zavala intervino para evitar que las tropas liberales hicieran una matanza en la ciudad, y para garantizar que hubiera una transición eficiente al nuevo gobierno. Cerna y su gabinete huyeron a Honduras; Cerna tuvo que pedir dinero prestado para poder huir. |
| Revuelta conservadora            | 23 de septiembre de 1871 | El general Barrios triunfó sobre las fuerzas de la facción conservadora que se alzó contra los liberales. |
| Revuelta conservadora            | 24 de septiembre de 1871 | Tras ocupar Cerro Gordo, Barrios venció nuevamente a los revolucionarios conservadores en Santa Rosa. |

El 30 de junio de 1871, el ejército liberal entró en la Ciudad de Guatemala y García Granados fue nombrado presidente provisional, gobernando hasta el 4 de junio de 1873. Sus ministros de estado fueron: José Víctor Zavala —en el ministerio de la Guerra—, Felipe Gálvez —en el ministerio de Relaciones Exteriores y en el de Instrucción Pública—, J.M. Samayoa —en el ministerio de Fomento—, y Francisco Alburez —en el de Gobernación, Justicia y Asuntos Eclesiásticos.
Desde los primeros días de su gobierno, se iniciaron los decretos que modificaron radicalmente la política económica y diplomática del régimen guatemalteco. Por ejemplo, el ministerio de Fomento fue creado por García Granados el 25 de agosto de 1871, según el decreto N.°14 del gobierno liberal, en sustitución del Consulado de Comercio que había funcionado durante los gobiernos conservadores; este nuevo ministerio quedó encargado de promover y mejorar el comercio, la agricultura, ganadería, artes, industrias, obras públicas, líneas telegráficas y demás medios de comunicación.

### Símbolos patrios
También hubo otros decretos, destinados a eliminar cualquier vestigio conservador de los emblemas nacionales; el decreto N.°12 del gobierno liberal instituyó la nueva bandera nacional de Guatemala el 17 de agosto de 1871, revirtiendo a los colores aprobados el 21 de agosto de 1823 y eliminando las franjas rojas y amarillas que habían sido instituidas por el gobierno de Rafael Carrera como referencias a España.
Posteriormente se autorizó la creación del actual Escudo de Armas de Guatemala, donde aparece el quetzal, como símbolo de libertad, en sustitución del escudo conservador, el cual hacía referencia a la creación de la República de Guatemala el 21 de marzo de 1847, en franca oposición a la unión con el resto de naciones del área, que eran liberales.
Estos fueron los cambios en los símbolos patrios:

Bandera de Guatemala (1858-1871)
Bandera de Guatemala (1871 - 1968)[f]
Escudo de Guatemala (1858-1871)
Escudo de Guatemala tras la Reforma Liberal

### Ataque al poder político y económico de la Iglesia Católica
| Los escritores liberales explicaban su posición frente a las órdenes regulares de la Iglesia Católica en términos similares a los aquí utilizados por Ramón Rosa: «En América, en donde la instrucción popular se difunde con la celeridad de la luz, y en donde no existen, como en Europa, muy arraigados y tradicionales intereses religiosos, que dan poder y privilegios a numerosas clases sociales; en nuestra América, en donde la libertad de conciencia es ya una conquista definitiva: todas, todas las religiones positivas tienen que desaparecer, en no remoto día, con sus artificiosos y contradictorios dogmas, con sus litúrgicos aparatos teatrales, con sus sangrientas historias, con sus egoístas y mal disfrazados intereses mundanos, con sus hipócritas santidades, con sus privilegiadas y ensoberbecidas castas, y con sus execrables tiranías [...]». —Ramón Rosa En el prólogo de Poemas de José Joaquín Palma Honduras, 1882. |

Antes de 1871, la economía guatemalteca se había basado en cultivos o actividades que no exigían mucha mano de obra, como el del nopal nutriente de la cochinilla. Pero al ser desplazada la grana de los mercados internacionales por los tintes químicos artificiales, el nuevo cultivo que se desarrolló -el café- exigió para su producción de muchos obreros. El problema se resolvió reinstaurando sistemas de contratación y manejo de trabajadores propios de la época colonial; este sistema de trabajo forzoso rebasó el campo agrícola y se usó también en obras públicas, especialmente en construcción de caminos, telégrafos y otras vías de comunicación. Así pues, el mérito innegable del adelanto en transportes, especialmente el ferroviario, y el de la creación de una moderna red de servicios públicos, se vieron opacados por el establecimiento de prácticas casi esclavistas con dicho reglamento.
Por otra parte, el clero regular, que era un poderoso terrateniente y factor político durante el gobierno conservador, nuevamente fue despojado de sus bienes, incluyendo no solamente sus conventos, sino que también sus haciendas, ingenios azucareros y doctrinas.
Los jesuitas fueron expulsados el 3 de septiembre de 1871 después de que les dieron veinticuatro horas para salir del país; setenta y dos de ellos se embarcaron en Puerto San José para Corinto, en Nicaragua.
A principios de octubre de 1871 se produjo una revuelta conservadora en el oriente del país, que obligó a García Granados a salir de la ciudad a aplacarla; entonces, aprovechando su ausencia, los ministros de Estado emitieron los decretos N.º 21 y 22 del 14 de octubre de 1871, lo nombraron a él como Capitán General del Ejército y al entonces mariscal Justo Rufino Barrios como Teniente General del Ejército, por sus «servicios en favor de los pueblos». El 17 de octubre regresó García Granados y ratificó esos decretos y también emitió el decreto N.º 23 por el cual expulsó al arzobispo de Guatemala —Bernardo Piñol y Aycinena— y el N.°24 con el que expulsó al obispo de Teya —Mariano Ortiz Urruela— por haber dirigido la revolución conservadora en oriente. Finalmente, para debilitar completamente al clero secular, se prohibió el diezmo obligatorio el 22 de diciembre de 1871.
Siendo teniente general del ejército y encargado de la presidencia del gobierno provisorio de la República por ausencia de García Granados, el 24 de mayo de 1872 confiscó algunas propiedades de los religiosos y suprimió a los jesuitas y a otras órdenes regulares. Barrios estaba convencido de que la Iglesia Católica había sido responsable por la caída del gobierno liberal de Francisco Morazán y que había dado su apoyo total al gobierno de Rafael Carrera; razón por la que decidió que esto no podría ocurrir nuevamente en Guatemala nunca más y se empeñó en minar el poderío económico de la iglesia.
| Congregación                    | Escudo | Clero   | Propiedades expropiadas |
| ------------------------------- | ------ | ------- | --- |
| Orden de Predicadores           |        | Regular | - Conventos - Haciendas - Ingenios azucareros - Doctrinas y tierras de indios |
| Mercedarios                     |        | Regular | - Conventos - Haciendas - Ingenios azucareros - Doctrinas |
| Compañía de Jesús               |        | Regular | Los jesuitas habían sido expulsados de Guatemala por el rey de España Carlos III en 1765, pero regresaron durante el gobierno de Rafael Carrera para encargarse de la educación. Cuando fueron expulsado en septiembre de 1871 no tenían mayores posesiones en Guatemala. |
| Recoletos                       |        | Regular | - Conventos |
| Concepcionistas                 |        | Regular | - Conventos - Haciendas |
| Arquidiócesis de Guatemala      |        | Secular | Colegio y Seminario Tridentino de Nuestra Señora de la Asunción |
| Congregación de San Felipe Neri |        | Secular | - Templo y residencia en Ciudad de Guatemala destruidos hasta sus cimientos. |

Cuando el pueblo católico se alzó en protesta de estas disposiciones, Barrios promulgó el siguiente decreto:
| J. RUFINO BARRIOS Teniente general del ejército y Encargado de la Presidencia del Gobierno Provisorio de la República A sus conciudadanos: Resuelto firmemente a llevar a cabo los saludables fines que envuelve la revolución democrática que [...] de tantos sacrificios ha [...] en nuestra patria, no esquiva, ni esquivaré medio alguno para [...] y [...] en resultados prácticos. Obro así, porque las [...] y en las instituciones, no pasan de ser vanos [...] que hoy o mañana caen en vergonzoso descrédito al empuje de funestas reacciones. Una prueba de estas ideas: un testimonio claro de mis propósitos es el decreto que con fecha de hoy he emitido, declarando la [...] de las comunidades de religiosos y la nacionalización de sus bienes cuyo producto [...] el gobierno a la enseñanza gratuida, único medio de operar con eficacia el progreso y la libertad de los pueblos.7 [...] La disposición que he tomado es propia y digna de los pueblos cultos; aun las monarquías bien inspiradas han decretado la [...] de los religiosos y la nacionalización de sus temporalidades. ¿Por qué compatriotas nosotros no hemos de dar ese gran paso, nosotros que somos republicanos y que no podemos consentir en la muerte civil del individuo, nosotros que aspiramos con la [...] las instituciones para labrar así la felicidad de nuestra patria? [...] Que la venda del fanatismo y de añejas preocupaciones [...] vuestros ojos: que los dencontentos del gobierno [...] el decreto de enclaustración como arma de partido para crear [...] y perturbar el orden público, que el clero nacional y los [...] religiosos, tratados con benevolencia y con respeto, no se empeñen en desviar la opinión de los incautos para promover disturbios; porque si tal cosa sucede, para los religiosos que se muestren instigadores, habrá extrañamiento en vez de enclaustración, y para todos los que causan escándalos y opongan resistencia a la ley, tened entendido compatriotas, que tengo la suficiente fuerza y energía, para reprenderles y aplicarles severas penas como cumple al mandatario que sabe temer y respetar las leyes y los principios que determinan los fines de su administración. Guatemala, 7 de junio de 1872 Justo Rufino Barrios |

En virtud de este decreto, el ejército ocupó los edificios de las órdenes, y le dio el ultimátum a los religiosos que si querían permanecer en el país, que fueran secularizados —es decir, que se convirtieran en sacerdotes y abandonaran la orden regular a la que pertenecían—.
Finalmente, en marzo de 1873, se decretó que el clero secular estaría sujeto a las cortes civiles, se decretaba la libertad de culto y las órdenes religiosas fueron puestas bajo el control del gobierno.

### Rivalidades entre García Granados y Justo Rufino Barrios

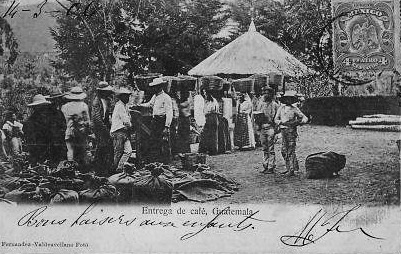
Entrega del café en una finca de alemanes. Con la revolución liberal se inició el cultivo a gran escala del café, lo que representó la implementación de un Reglamento de Jornaleros que colocó a la población indígena en una posición de servidumbre en las fincas cafetaleras.

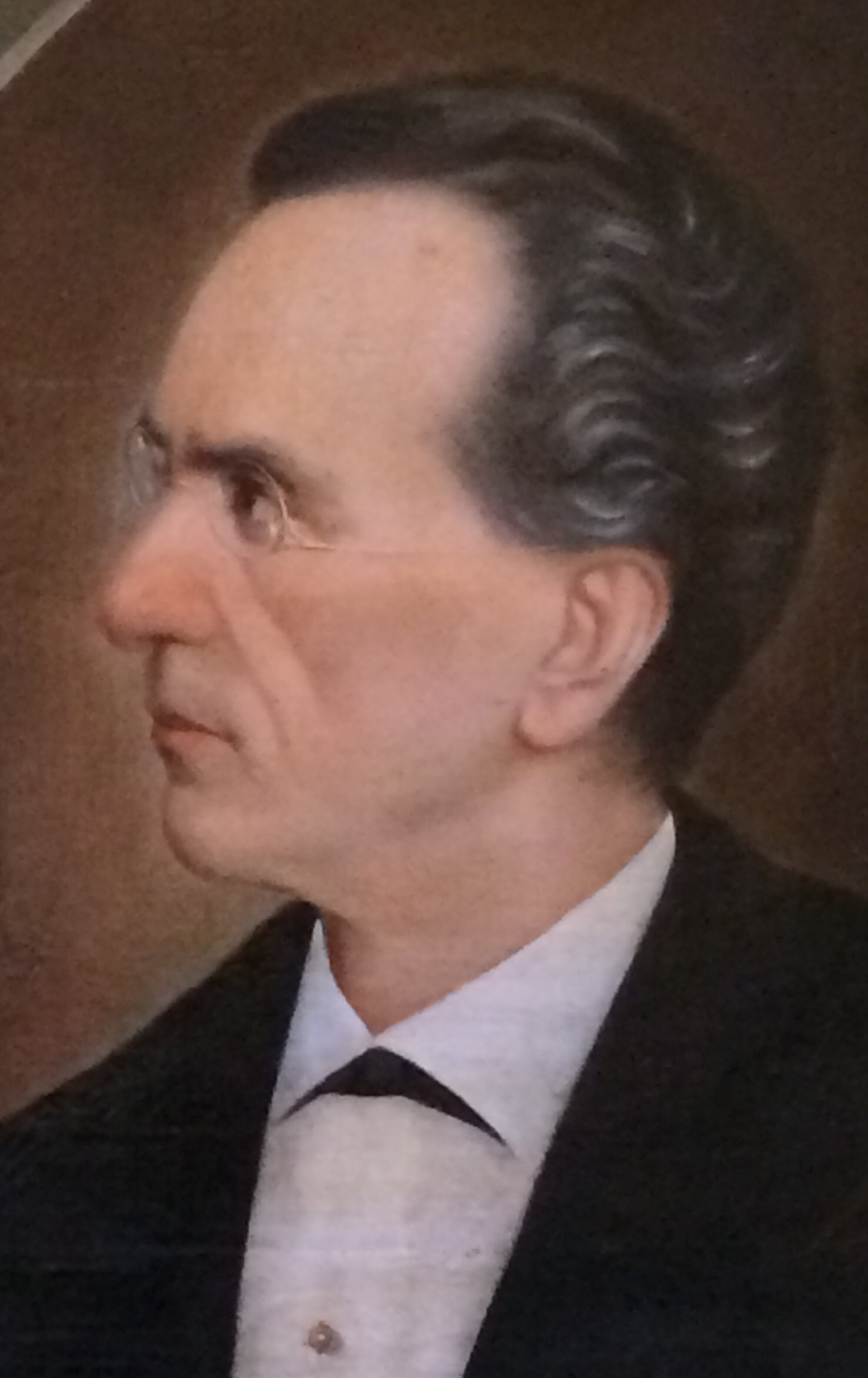
General Miguel García Granados, jefe de la Revolución liberal de 1871.

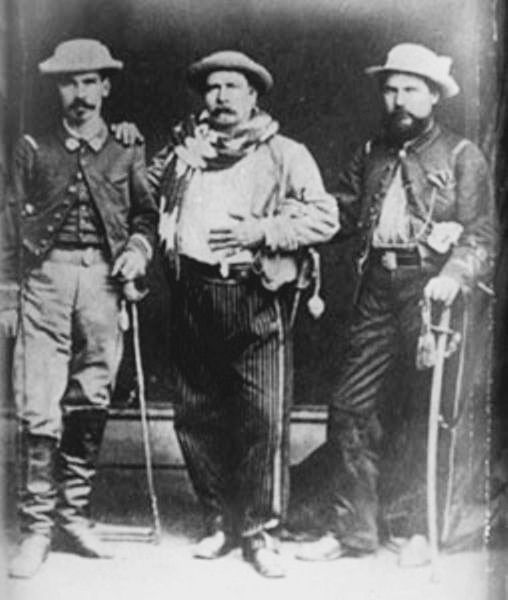
General José Onofre Barillas con sus hijos Manuel Lisandro e Isodoro poco después del triunfo de la Revolución Liberal de 1871.

La reforma liberal siguió los lineamientos del programa de gobierno de Morazán y Gálvez en la década de 1830, con la diferencia que Miguel García Granados era un político moderado, que creía en la transformación lenta del pueblo y el gobierno y que no deseaba tener conflictos con los miembros del Clan Aycinena al que pertenecía su familia. Por su parte, Justo Rufino Barrios quería arrebatar el poder a dicha familia, cuando fue nombrado gobernador de Quetzaltenango se dio cuenta de que para establecer el liberalismo en aquella provincia debía quebrar la influencia que ejercían allí los jesuitas, de tal manera que optó por deshacerse de ellos, enviándolos a la ciudad de Guatemala. Para neutralizar el poder político de la iglesia católica, que había sido reforzado por el Concordato de Guatemala de 1852 suscrito por Carrera y los miembros del Clan Aycinena con la Santa Sede,, Barrios inició su ataque contra la orden regular que consideraba más perniciosa: los jesuitas.
Barrios tenía el respaldo de los liberales radicales, mientras que García Granados el de los liberales moderados y -en menor grado- los conservadores del Clan Aycinena. Pronto se iniciaron ataques mediante publicaciones de ambos bandos, y la tensión llegó a tal grado que el problema de la expulsión de los jesuitas llegó a las manos de García Granados. El presidente, deseoso de evitar una confrontación directa, se dirigió a las provincias del oriente del país para sofocar una insurrección conservadora y designó a Barros como presidente provisional. Cuando García Granados volvió, apenas pudo reconocer su programa moderado de gobierno. Los radicales entonces se propusieron instaurar a Barrios permanentemente en la presidencia y surgió así un evidente deseo de sustituir al indeciso anciano presidente por el joven caudillo que poseía un carácter más fuerte y resuelto.

### Protestantismo
Siendo ya presidente Justo Rufino Barrios, abrió las puertas de Guatemala a la migración de misioneros evangélicos en este país, siendo el primero el presbiteriano John C. Hill. La simpatía por el protestantismo esencialmente era que los liberales ansiaban un sistema de educación que sustituyera el escolástico de los jesuitas; para ello era necesario tomar el camino de la educación pragmática, inclinada más a la ciencia y a la tecnología, para salir del tradicionalismo de las bellas letras. El hecho de Justo Rufino Barrios fuera activo masón no era antagónico con el protestantismo de ese tiempo; es más poseían rasgos en común, por ejemplo: la defensa de la libertad de culto, declararse en contra del monopolio de la iglesia católica, las ideas de los valores éticos, la democracia y su perspectiva teórica respecto al trabajo.

## Mandato de Justo Rufino Barrios e intento de reunificación de Centroamérica
En 1873 fue elegido presidente de Guatemala Justo Rufino Barrios, quien seguiría una línea mucho más radical que la de Miguel García Granados, y a quien se le conocería en Guatemala por haber declarado la educación laica, gratuita y obligatoria, y quien llevaría a cabo reformas sociales, culturales, económicas y legislativas. Durante su gobierno, Barrios establecería una política anticlerical, suprimiendo las hermandades y órdenes religiosas, y expropiando los bienes de la iglesia, y también establecería la Constitución de 1879 en la que explícitamente se prohibía el establecimiento de monasterios en el país.

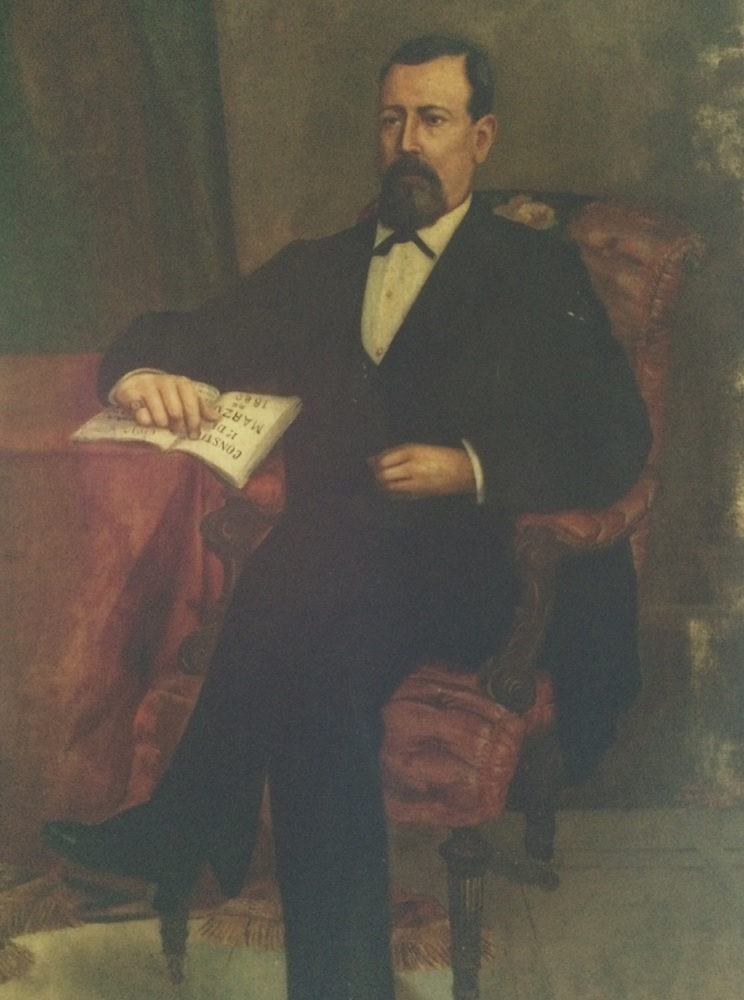
Justo Rufino Barrios
Líder la Reforma Liberal y Presidente de Guatemala de 1873 a 1885.
Museo Nacional de Historia de Guatemala

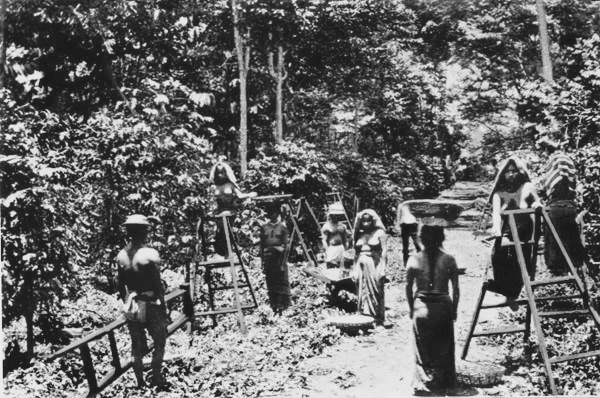
«Temporeras» -jornaleras- en una finca de café en 1875. Las temporeras iban del altiplano guatemalteco a trabajar a lugares cálidos para el corte de café tipo arábigo -o sea de árbol alto. El capataz es el mozo varón. Fotografía de Eadweard Muybridge.

Dos factores económicos importantes ocurrieron en este período:
1. Se introdujo la producción a gran escala del café.[j]
2. A fin de recompensar a los militares que colaboraron con la revolución, se expropiaron las tierras de indios, extensiones de tierra donde los indígenas guatemaltecos vivían desde la época colonial.[36] Asimismo, se instituyeron las rotaciones de los indígenas entre las propiedades de los nuevos terratenientes.[29] Durante el gobierno de Barrios se despojó a los indígenas de las tierras de indios, las cuales se repartió entre los oficiales que lo ayudaron durante la Reforma Liberal.[36] El Decreto 170 (o Decreto de Redención de Censos) facilitó la expropiación de las tierras a los indígenas en favor de los oficiales, y de personas alemanas en las Verapaces, al propiciar la venta en pública subasta de las tierras comunales.[37] La propiedad comunal, dedicada a cultivos de subsistencia, se convirtió en propiedad privada dirigida al cultivo y comercialización a gran escala de productos agrarios. Por tanto, las características fundamentales del sistema productivo, fueron desde la época de Barrios la acumulación de la propiedad en pocas manos[38] y una especie de «servidumbre de finca», basada en la explotación de los «mozos colonos».[39]

Durante su gestión continuó la política iniciada en la anterior presidencia, emprendiendo un vasto programa de reformas que abarcaron, entre otros aspectos, a la Iglesia, la economía y la educación. Fundó el Banco Hipotecario, el llamado hospital de Oriente, la Escuela Politécnica y mandó construir el Cementerio General de Guatemala y la Penitenciaría Central de Guatemala. Además, durante su presidencia, en Guatemala se tendieron las primeras líneas telegráficas y ferroviarias, firmándose el contrato para la construcción del ferrocarril del Sur. En el orden administrativo y legal, se promulgaron el Código Penal, el Militar y el Código Fiscal. Asimismo fueron creados los departamentos de Retalhuleu y Baja Verapaz y se estableció la educación pública gratuita, a través de escuelas en todo el país, suprimiéndose paralelamente las hermandades y órdenes religiosas. Barrios también disolvió la Asamblea Legislativa  y convocó a una constituyente compuesta únicamente por sus allegados para que promulgaran la Constitución de 1879, hecha a la medida de sus necesidades. y, al año siguiente, fue reelegido presidente para un mandato de seis años. También para darle apariencia de democracia presentó su renuncia a la Asamblea legislativa en dos ocasiones, la cual no fue aceptada en ninguna de los casos.
Barrios legalizó el despojo de las tierras comunales de los campesinos: mientras que autoridades rurales rechazaban sistemáticamente peticiones de compras de las comunidades, adjudicaban las tierras comunales -declaradas baldías- preferiblemente a extranjeros pues el general Barrios opinaba que un «alemán valía por doscientos campesinos». Por otra parte, en San Marcos existían tierras óptimas para el café, de las cuales cientos de caballerías fueron adquiridas rápidamente por Barrios y sus allegados y en Huehuetenango, un ladino obtuvo quinientas caballerías de tierras comunales, cuyos campesinos solo pudieron adquirir lotes de tres a cinco cuerdas. En Escuintla, en 1877, la familia Herrera -que posteriormente llegó a poseer ingenios azucareros de gran envergadura- se hizo de noventa caballerías de las tierras comunales de Santa Lucía Cotzumalguapa y Siquinalá.
Alta Verapaz fue en donde los alemanes se concentraron: a fines del siglo siglo XIX los finqueros alemanes llegaron a concentrar en sus manos tres cuartas
partes de la extensión total de los 8,686 km² que tenía el departamento. Además se constató que los campesinos huían de sus pueblos para no caer en manos de los finqueros, quienes además de despojarlos de sus tierras los obligaban a trabajar en las plantaciones y beneficios de café.
Para garantizar el suministro de mozos colonos, decretó el Reglamento de Jornaleros, legislación laboral que colocó a la población indígena prácticamente a la disposición de los intereses de los nuevos latifundistas cafetaleros, y los tradicionales conservadores - con la notable excepción del clero regular de la Iglesia Católica, el cual fue expulsado del país. El decreto establecía lo siguiente para los indígenas:
1. Quedaron obligados a trabajar en las fincas cuando los dueños de los necesitaran y sin importar en donde se encontraran.
2. Quedaron bajo la tutela de las autoridades locales, quienes se encargaban de velar porque los contingentes de indígenas fueran enviados a las fincas.
3. Quedaron sujetos a la habilitación: paga forzada anticipada, endeudadora del trabajador y justificadora de su envío a las fincas y de su retención en ellas.
4. Creación del libreto de jornaleros: documento probatorio de la solvencia del trabajador frente a su patrono, y sin la cual el trabajador estaba sujeto al rigos de las autoridades y de los dueños de fincas.[41]

Como resultado del reglamento, hubo un notable aumento de las exportaciones, y se activó el intercambio con los países capitalistas; tanto los antiguos conservadores aristócratas como los nuevos terratenientes cafetaleros se vieron beneficiados con estas medidas. Ahora bien, hubo un terrateniente conservador que fue atacado y despojado de los privilegios que había gozado durante el gobierno de los 30 años: el clero regular de la Iglesia católica; los liberales cafetaleros atacaron a la Iglesia Católica por los fuertes lazos que ésta tenía con los miembros del Clan Aycinena que gobernó Guatemala junto con el general Rafael Carrera.
Lo que logró la política económica impulsada por Barrios fue la creación del capitalismo en la agricultura del país; muchos de los nuevos terratenientes alemanes eran capitalistas o gozaban de créditos en poderosos bancos o casas comerciales de Hamburgo. Se calcula que para 1898 -año en que se inició el gobierno del licenciado Manuel Estrada Cabrera-, los alemanes habían invertido en Guatemala más de ciento veinte millones de dólares norteamericanos. Por otra lado, debido al alto nivel de corrupción existente en el gobierno liberal, de entre sus filas surgieron muchos nuevos ricos, incluyendo a Justo Rufino Barrios, quien como principal promotor de la reforma agraria liberal muy pronto se convirtió en el principal exportador de café del país.

### Política interna
Barrios persiguió enconadamente a la oposición, obligando a huir a muchos guatemaltecos al exilio de las tierras guatemaltecas. Durante su exilio, el poeta cubano José Martí llegó a Guatemala: venía de México decepcionado del régimen del general Porfirio Díaz y con la esperanza de encontrar uno mejor en el de Barrios. Durante su estancia en Guatemala en 1877 conoció a María García Granados y Saborío, hija de Miguel García Granados a quien cortejó, pero estando ya comprometido, ya no pudo corresponder. Martí se casó en 1878 y a los pocos meses murió María de una enfermedad pulmonar agravada por haber nadado con unas amigas. Martí le dedicó en 1891 el Poema IX que es conocido como el famoso poema La Niña de Guatemala. Devastado por la muerte de María, y decepcionado del gobierno de Barrios, Martí se fue de Guatemala.* Martínez, M.B. (s.f.). «Viejos datos reverdecen la leyenda: Martí y la Niña». La Jiribilla. Archivado desde el original el 14 de julio de 2014. Consultado el 23 de agosto de 2014.

### Constitución de 1879
Barrios convocó a una Asamblea Nacional Constituyente para emitir una nueva constitución. La constitución finalmente fue emitida en 1879 y el documento final sirvió para satisfacer las necesidades del presidente Justo Rufino Barrios, quien ya había sido presidente desde 1873 y a quien le correspondió el primer mandato constitucional de seis años, que se iniciaron en marzo de 1879.
Entre las características de la constitución se encuentra que solamente se consideraban como ciudadanos aquellos que supieran leer y escribir o que tuvieran profesión u oficio, y a los miembros del ejército, dejando excluidos a la gran mayoría indígena del país, que era analfabeta. También garantizaba un trato digno y justo para los presos, lo que fue violentado una y otra vez por todos los regímenes que gobernaron sobre la base de ella, especialmente los del mismo Barrios, y los del licenciado Manuel Estrada Cabrera y del general Jorge Ubico.
La Constitución fue decretada en 11 de diciembre de 1879 y el Poder Ejecutivo le puso el "Ejecútese" el 12 de diciembre del mismo año.

### La cuestión de Chiapas y el interinato de José María Orantes

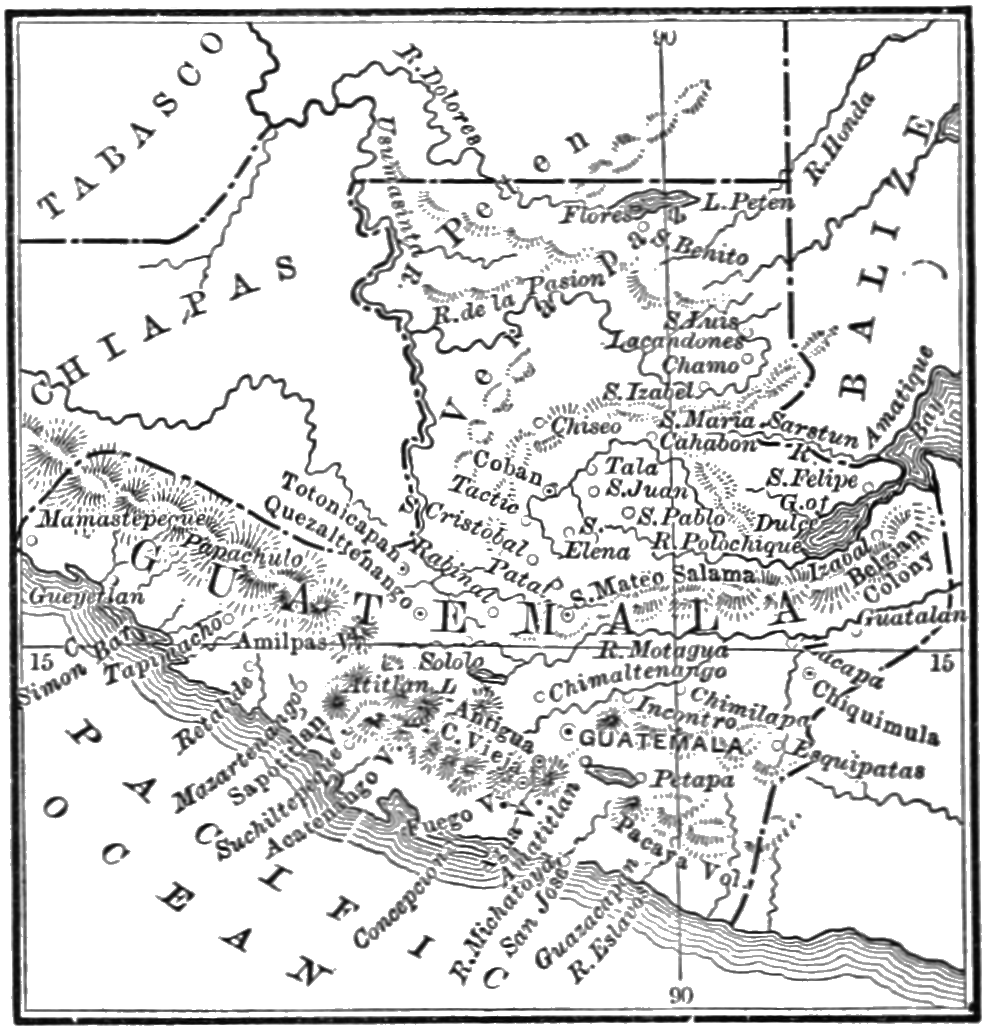
Mapa de la frontera de México y Guatemala, antes de los tratados de Herrera-Mariscal de 1882.

Tras la guerra entre México y Estados Unidos en la década de 1840, la potencia latinoamericana terminó perdiendo dos millones y medio de kilómetros por el Tratado de Guadalupe Hidalgo de su frontera norte; consecuentemente, amplió sus fronteras sobre un área que era de Guatemala: México zanjó la cuestión del Soconusco mediante una invasión militar, a la que Guatemala protestó el 12 de septiembre de 1842 cuando el ministro de Relaciones Exteriores guatemalteco envió una carta extensa a su homólogo mexicano, pero no se declaró la guerra y tampoco se rompieron las relaciones diplomáticas pues Guatemala era muy débil para presentar dicha batalla. Guatemala se limitó a enviar esa misiva y una protesta a todos los países con los que se tenían establecidas relaciones diplomáticas el 17 de noviembre de 1842 en que se denunciaba la ocupación militar del presidente mexicano Antonio López de Santa Anna en Chiapas y Soconusco.
A pesar de la disparidad de fuerzas con México, Guatemala mantuvo su argumento sobre los territorios de Chiapas y Sononusco por cuarenta años más, pero la participación y presión del general Justo Rufino Barrios en el arreglo de límites entre Guatemala y México en 1882 precipitó la solución de un diferendo en que Guatemala acabó cediendo todas sus posiciones en beneficio de la política particular del general Barrios de eliminar los obstáculo se opusieran en su proyecto de unión centroamericana. Barrios debió creer que el término de la cuestión de límites con México mediante la firma de un tratado definitivo cubrían su retaguardia, pues dejaba a México satisfecho con la cesión de Chiapas y Soconusco; además, contaba con El Salvador -cuyo presidente había colocado él mismo-, con Honduras -en donde había colocado a Marco Aurelio Soto en 1876 luego lo sustituyó cuando ya no le convenía- y, supuestamente, con el apoyo de Estados Unidos, al que había ofrecido el control de un futuro canal interoceánico.
El ingeniero Claudio Urrutia, Jefe de la Comisión de Límites de Guatemala entre 1896 y 1900 manifestó en su informe al Gobierno de la República de Guatemala en 1900 que: «[...] el tratado fue fatal para Guatemala. En todo con lo que la cuestión de límites se relacionó durante aquella época, existe algo oculto que nadie ha podido descubrir, y que obligó a las personas que tomaron parte en ello por Guatemala a proceder festinadamente o como si obligados por una presión poderosa, trataron los asuntos con ideas ajenas o de una manera inconsciente». Y luego continúa: «Guatemala perdió por una parte cerca de 15.000 km y ganó por otra, cosa de 5,140 km. Resultado: Una pérdida de 10,300 km. Guatemala perdió catorce pueblos, diecinueve aldeas y cincuenta y cuatro rancherías, con más de 15,000 guatemaltecos, mientras que México perdió un pueblo y veintiocho rancherías con 2500 habitantes: júzguese la equidad en las compensaciones».
José María Orantes fue nombrado Presidente Interino el 23 de junio de 1882, a causa del viaje de Justo Rufino Barrios y de su amigo y consejero Ángel María Arroyo a Nueva York para firmar el tratado de límites con México el 12 de agosto de ese año.
A causa de la firma de este tratado, Barrios y Arroyo se enemistaron con el doctor Lorenzo Montúfar y Rivera, quien había sido uno de sus principales colaboradores desde la Reforma Liberal y quien se opuso enérgicamente a la entrega de los territorios de Soconusto a México.

### Intentos de unificación centroamericana
En 1883, Barrios dejó la presidencia durante seis meses su cargo en una presidencia interina de José María Orantes, con motivo de su viaje a Nueva York a firmar el tratado para fijar los límites con México, regresando el 5 de enero de 1884 a la presidencia. Esta reunión pretendía tener el apoyo de México con su afán de que este país apoyara la unión, pero a un alto precio, pues renunció por completo a la potestad sobre los territorios de Chiapas y Tabasco. Su mayor anhelo sería la reunificación de Centroamérica, inspirado probablemente en el liberal Francisco Morazán.
En 1885, con el apoyo de Honduras, emprendió una campaña militar para restablecer por la fuerza la unión centroamericana y declaró que asumía el mando militar de Centroamérica. Barrios obtuvo el respaldo del presidente de Honduras Luis Bográn, pero Costa Rica, El Salvador y Nicaragua se aliaron para oponerse a sus pretensiones, y también las condenaron los Estados Unidos y México.
Para poner en práctica sus planes, Barrios invadió El Salvador en marzo de 1885, mientras tropas de Costa Rica y Nicaragua se aprestaban a enfrentarse con las de Honduras. Sin embargo, los planes de la reunificación centroamericana se vieron frustrados súbitamente, ya que el presidente guatemalteco murió en la Batalla de Chalchuapa, poco después de que sus tropas invadieran El Salvador.
| Fecha                 | Acción militar          | Descripción |
| --------------------- | ----------------------- | --- |
| 28 de febrero de 1885 | Proclamación de Barrios | El general Justo Rufino Barrios jefe supremo de Centroamérica por decreto legislativo del 28 de febrero. |
| 30 de marzo de 1885   | Acción del Coco         | el general Justo Rufino Barrios se dirigió a la frontera con El Salvador el 23 de marzo. El 30 de marzo el batallón Jalapa atacó las posiciones salvadoreñas del Coco, obligando a los defensores a retirarse a Chalchuapa. |
| 31 de marzo de 1885   | Acción de San Lorenzo   | El general guatemalteco Pimentel atacó el campo atrincherado de San Lorenzo, desalojando las fuerzas del coronel Regino Monterrosa. |
| 1 de abril de 1885    | Cerco de Chalchuapa     | Desde el 31 de marzo los guatemaltecos toman posiciones cerca de Chalchuapa y el 1 de abril empiezan a bombardear las posiciones de los salvadoreños, al mando de los generales Mora y Figueroa. |
| 2 de abril de 1885    | Batalla de Chalchuapa   | En la mañana seis columnas de infantería atacan Chalchuapa por el Norte y Oriente; la columna de la extrema izquierda interceptó el camino que une a Chalchuapa con Santa Ana donde rechazó a las fuerzas salvadoreñas del general Jaime Ávila y del coronel Ignacio Marcial. La tercera columna atacó Casa Blanca, mientras que la cuarta y quinta atacaron la plaza y la sexta, al mando del general Monterroso adelantó por el lado del Refugio. Todos lograron avanzar protegidos por los cañones situados en el cerro Tachipehuil. Los jalapas combaten encarnizadamente en Casa Blanca, a donde se habría dirigido Barrios para apoyar a la tropa, pero fue herido de muerte al instante. Otra versión indica que Barrios habría muerto en una emboscada mientras trataba de sobornar a unos militares salvadoreños, y su cuerpo llevado al campo de batalla más nutrido para que pareciera que murió en combate. Al saberse de la muerte de Barrios, se ordenó retirada general. |

## Gobierno del general Manuel Lisandro Barillas
A raíz de la renuncia del presidente Alejandro M. Sinibaldi, provisorio que ejerciera después de la muerte violenta del general Justo Rufino Barrios en 1885, la Asamblea Nacional declara que el segundo designado a la presidencia de la República asumiera el poder. La persona señalada era el general Manuel Lisandro Barillas. quien llegó en el instante del sepelio del general Justo Rufino Barrios y exigió a Juan Martín Barrundia —hasta pocos días antes Ministro de Guerra de Barrios y principal candidato a quedarse en la presidencia— que le fuera entregado el poder, aduciendo que un número regular de tropa venía con él, indicándole a Barrundia que la tropa estaba acantonada a inmediaciones de la ciudad. Antes de que Barillas se valiera de aquel ardid para presionar por la entrada inmediatamente de la presidencia, ocupaba el puesto de jefe de político de Quetzaltenango. La tropa de la cual hablaba no existía y así marchó al Palacio de Gobierno para asumir la primera magistratura de la Nación. Cuando Barrundia comprendió su error, ya era tarde; decidió alejarse del país por un tiempo, ya que disponía de los medios necesarios para ello. Barrundia regresó a Guatemala en 1888, para finalmente radicarse en México desde donde publicó folletos en contra del gobierno de Barillas.

### Modificaciones constitucionales de 1887 y expulsión del arzobispo Casanova y Estrada
El 26 de junio de 1887 Barillas suspendió las garantías constitucionales y se instituyó el dictador, reconocido por la Asamblea Nacional Legislativa, acción que fue comunicada a los otros gobiernos de Centroamérica y al de México, indicándoles que la media era transitoria. Amparado en su poder dictatorial, y en el artículo 92 del Código Penal vigente en ese entonces y que castigaba con arresto o multa a todo aquel que sin permiso de la república emitiese decretos de la Curia Romana, expulsó al arzobispo, licenciado Ricardo Casanova y Estrada, quien estaba recopilando disposiciones de la Curia Romana y publicándolas como susyas en edicto impresos fuera de Guatemala. Casanova se negó a aceptar el arresto y el 2 de septiembre de 1887 publicó una protesta pretextando un atentado a la propiedad o a la libertad personal y como un abuso de fuerza. En virtud de esto, Barillas emitió un decreto el 3 de septiembre de 1887 por el que expulsó al arzobispo por todo el tiempo que el Ejecutivo considerara conveniente, pues consideró que no podía permitir que se incitara a la rebelión alegando que solo se dependía del Papa.
Barillas suspendió las garantías constitucionales amparado en las siguientes atribuciones del poder legislativo:
| - Conceder facultades extraordinarias al Ejecutivo cuando lo demande la necesidad ó el interés de la República; determinando en el decreto cuáles son las facultades - Aprobar o reprobar los actos que hubiere practicado el Poder Ejecutivo en ejercicio de las facultades que se lo habían concedido |

El período de la presidencia estipulado por la constitución de 1879 era de seis años. Una de las estipulaciones que más fue ignorada y que finalmente fue modificada es la del designado a la presidencia. En el caso de Justo Rufino Barrios, el designado era Alejandro M. Sinibaldi pero fue obligado a renunciar a los dos días; el designado de Reina Barrios era Manuel Estrada Cabrera quien tendría que haber convocado a elecciones en las que él no participaba pero se perpetuó por veintidós años en el poder; y en el caso de Lázaro Chacón el designado, general Mauro de León fue ignorado en favor de Baudilio Palma y finalmente asesinado durante un golpe de Estado contra Palma.
Las disposiciones transitorias dejaron en efecto los tratados realizados por el gobierno de Barrios, especialmente el de límites con México, conocido como Tratado Herrera-Mariscal. También el Concordato de 1884, que al final no fue corroborado por el gobierno de Barillas.
Finalmente Barillas convocó a elecciones, las cuales ganó fácilmente. Para perpetuarse en el poder cambió la constitución de la República a su sabor y antojo y prolongó el mandato constitucional por espacio de seis años. Durante aquel gobierno se fusiló a numerosos enemigos del régimen y se expulsó del país a mucha gente que no compartía el pensamiento político de Barillas. Dentro de las rebeliones que sofocó a sangre y fuego se anota históricamente la de Huehuetenango en el año de 1887, que le dio oportunidad de suspender las garantías constitucionales y disolver la Asamblea Legislativa para luego convocar una Asamblea Constituyente que redactara una nueva constitución adaptada a las aspiraciones del gobernante.

### Alzamientos de los Ezeta en El Salvador
El 17 de octubre de 1888, fue fundado en su honor el municipio de Barillas en Huehuetenango. El propósito de la maniobra, aparte de darle su nombre, fue el de legalizar, en favor de propietarios individuales ladinos, la adjudicación de doscientas caballerías expropiadas a los indígenas de Santa Eulalia.
Tras el derrocamiento del presidente salvadoreño por Carlos Ezeta en El Salvador, el designado a la presidencia salvadoreña, Camilo Álvarez, y numerosos enemigos del nuevo régimen se refugiaron en Guatemala y solicitaron ayuda al presidente Barillas para que detuviera a los ejércitos de Ezeta, que pretendía invadir a Guatemala; la verdadera intención era recuperar el gobierno en su país valiéndose del ejército guatemalteco. Convencido por los rumores, las tropas se movilizaron hasta la frontera, con Camilo Álvarez entre ellos, quien incluso había nombrado a sus ministros. Las tropas guatemaltecas ya no siguieron avanzando. Incluso, el ejército de Ezeta se dio el lujo de regresar a la capital salvadoreña a sofocar un levantamiento. Ya de regreso a la frontera, Guatemala siguió sin mover sus tropas; y el asunto terminó con la intervención de los miembros del Cuerpo Diplomático, que firmaron un arreglo de paz, el 21 de agosto de 1890.
Con ironía, los guatemaltecos llamaron a esta la «guerra del totoposte», ya que sólo sirvió para movilizar grano de maíz molido (totoposte) para alimentar tropas que nunca combatieron, lo que dañó gravemente la economía del país. Durante la guerra, no obstante, ocurrieron dos hechos significativos para el gobierno de Barillas:
- Muerte de Juan Martín Barrundia: el general Barrundia se embarcó desde Acapulco, México para El Salvador para unirse con Ezeta. Al saberlo, el gobierno guatemalteco amparándose en derecho internacional, detuvo la embarcación en Puerto San José y solicitó la entrega de Barrundia como prisionero. Barrundia se resistió, pero fue abatido por los policías que pretendieron arrestarlo.[67]

| Fecha                | Descripción |
| -------------------- | --- |
| 22 de junio de 1890  | Insurrección militar en San Salvador encabezada por Carlos Ezeta, contra el gobierno de Menéndez |
| 20 de julio de 1890  | Después de la acción de Candelaria, el general Camilo Álvarez, con los restos de las tropas salvadoreñas al mando del general Villavicencio se replegó a Atescatempa, donde existía una pequeña guarnición guatemalteca al mando del coronel Garza. A las 3 de la tarde cuando Villavicencio se disponía a marchar a Jutiapa de orden del mayor general Solares, una gran fuerza salvadoreña mandada por Antonio Ezeta penetró a la plaza y la tomó fácilmente. |
| 21 de julio de 1890  | Combates de Contepeque, Atescatempa y El Coco (Guerra del Totoposte): - El 20 de julio los generales salvadoreños Monedero y Zepeda recibieron orden del cuartel general de Santa Ana de simular un ataque el día 21 a las fuerzas guatemaltecas del general Cayetano Sánchez, procurando entretenerlo, mientras las fuerzas salvadoreñas de Antonio Ezeta atacarían a la retaguardia de Sánchez para derrotarlo o por lo menos abrirse paso hacia Chingo. Al mismo tiempo, el general Cayetano Sánchez - jefe de operaciones- impartió sus órdenes para que el 21 la brigada Barillas Castilla atacase Atescatempa por el camino de Coatepeque: las brigadas Ramos y Portillo, el batallón de Canales y un batallón de Jutiapa, verificaran un ataque similar por el lado de Asunción Mita; y el batallón de Palencia los secundara por el lado del Jícaro. - El 21 se libró la batalla, en la que un error de logística provocó un descalabro para los guatemaltecos del flanco izquierda, que anuló la victoria de Sánchez por el flanco derecho. Pero una enérgica reacción ofensiva del centro guatemalteco, la prolongación del flanco izquierdo y un ataque de flanco en la derecha por las fuerzas de Jutiapa que estaban en el Pinal, hicieron que a las 2:30 p. m. se decidiera la victoria a favor de los guatemaltecos. Pero a las 3:30 p. m. Sáchez se retiró hacia Chingo Abajo, evacuando durante la noche hacia Papaturro. |
| 26 de julio de 1890  | Llamado a Juan Martín Barrundia: Desde Santa Ana, el general Carlos Ezeta le envió un telegrama a Tapachula al general guatemalteco J. Martín Barrundia en el que le decía: «No se retrase. Nuestras tropas está marchando de triunfo en triunfo. La capital de Guatemala está casi en completa anarquía. ¡Apresúrese!» |
| 3 de agosto de 1890  | Acción del Tempisque (Guerra del Totoposte): Una columna de tropas guatemaltecas, compuesta de fuerzas de Santa Rosa, Alta Verapaz y Jutiapa, fue atacada por tropas salvadoreñas y emigrados de Guatemala. El general Pedro Barillas que la mandaba se replegó violentamente y tomó posiciones favorables done rechazó a los salvadoreños. |
| 21 de agosto de 1890 | La secretaría de Relaciones Exteriores de Guatemala tenía conocimiento de cada uno de los movimientos de Barrundia, así que el 21 de agosto giró órdenes a los puertos de Ocós, Champerico, San José y Livingston para que procedieron con la captura de Barrundia, no sin antes enviar una nota al consulado de los Estados Unidos informándoles que Barrundia había cometido el crimen de alta traición y debía ser capturado. |
| 28 de agosto de 1890 | Las autoridades de Guatemala intentaron aprehender a J. Martín Barrundia en el interior del buque "Acapulco", pero este se resistió al arresto y fue ultimado por sus captores. |

- Llegada del insigne poeta nicaragüense Rubén Darío a Guatemala:[74] el 30 de junio de 1890 llegó a Guatemala Rubén Darío, huyendo de los Ezeta desde El Salvador y se hospedó en el «Hotel Unión». Barillas lo mandó a llamar, y al salir de la entrevista, Darío escribió la «Historia negra», narración vívida y exacta de la traición del 22 de junio, la cual apareció el 2 de julio en El Imparcial, firmada con el seudónimo «Tácito».[74]

### Educación
Barillas otorgó becas para realizar estudios en Europa a los más sobresalientes estudiantes de medicina de la Universidad Nacional, y también a los literatos, como Enrique Gómez Carrillo, a quien le otorgó una beca para estudiar en Madrid, a instancias del poeta nicaragüense Rubén Darío, quien dirigía el periódico en donde colaboraba Gómez Carrillo. Fundó la Facultad de Medicina de Occidente y el 28 de junio de 1888, creó la Escuela Normal de Señoritas (actual Instituto Normal Central para Señoritas Belén), pero su inauguración se retrasó algunos años, pues fue hasta 1893 cuando inició sus labores bajo la dirección de la maestra Rafaela del Águila. La Academia Guatemalteca de la Lengua se constituyó durante el régimen del general Barillas en 1887.

### Infraestructura
Dejó parcialmente abandonada la construcción del Ferrocarril del Norte a pesar de que Barrios había dejado un fondo para el mismo, y en cambio se ocupó en la canalización del río Motagua, obra que provocó fuertes críticas de corrupción por las grandes sumas del erario nacional que se utilizaron. Durante su gobierno se remodeló el «Teatro Carrera», el cual fue rebautizado con el nombre de «Teatro Colón» y fue demolido en 1923 luego de los daños de los Terremotos de 1917-18. Para 1898, en que se efectúa el traspso del poder a Reyna Barrios, el parque central de Guatemala ya contaba con alumbrado público.

### Elecciones generales de 1892
En las elecciones de 1892, fue la primera vez que los partidos hicieron propaganda en los periódicos de la época. Barillas Bercián fue un caso único entre todos los presidentes liberales que tuvo Guatemala entre 1871 y 1944: él entregó el poder a su sucesor en forma pacífica. Cuando el período de elecciones se aproximaba, mandó a llamar a los tres candidatos liberales para preguntarles cuál sería su plan de gobierno. Para entonces, Reyna Barrios había regresado a Guatemala y se había lanzado como uno de los candidatos. Barillas conferenció por separado con cada uno de los candidatos liberales, y cuando Reyna Barrios le dijo que el sabría respetarle y protegerle se decidió por apoyar a este último. Al llegar el período eleccionario, los primeros dos días de votación favorecían a Lainfiesta. Pero al mediar el tercer día, una inmensa columna de indígenas de Quetzaltenango y Totonicapán bajó de las montañas para votar por el general Reyna Barrios. Los agentes oficiales hicieron su trabajo: resultó elegido el general Reyna Barrios.

## Gobierno del general José María Reina Barrios

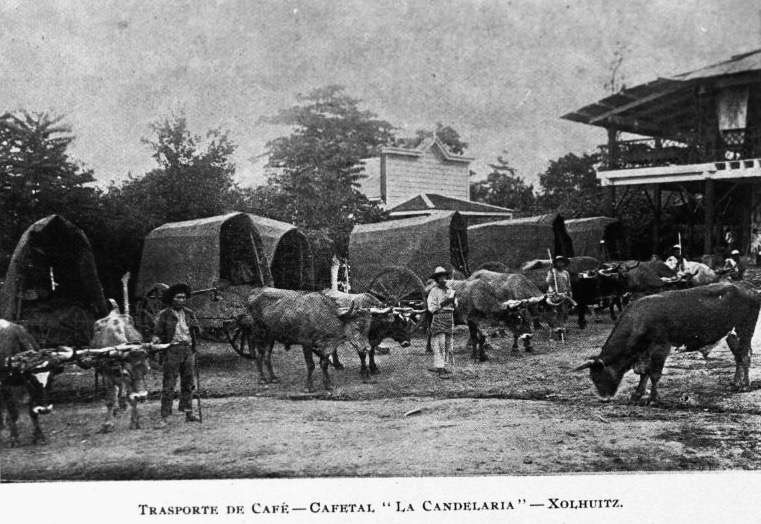
Cafetal «La Candelaria» en 1897; fotografía de Alberto G. Valdeavellano.

Tras las elecciones populares, Barillas entregó la presidencia al también general José María Reina Barrios, en período de quien se hicieron bellos monumentos en la Ciudad de Guatemala, se constituiría el actual Himno de Guatemala y se celebraría la ambiciosa Exposición Centroamericana de 1897 para tratar de atraer inversionistas a Guatemala que quedaran satisfechos con la construcción del ferrocarril interoceánico. Tras el fracaso de la Exposición al no poder completar el ferrocarril a tiempo, la deuda externa con bancos ingleses se disparó, su gobierno degeneró y terminó siendo asesinado por Edgar Zollinger después de la Revolución Quetzalteca de 1897 en circunstancias que nunca fueron aclaradas. Tras su muerte, llegaría al poder el presidente licenciado Manuel Estrada Cabrera quien era el primer designado a la presidencia y cuyo gobierno de 22 años sería considerado relativamente conservador, pero en un momento en que la lucha Liberal-Conservadora ya no estaba declarada.

### Infraestructura

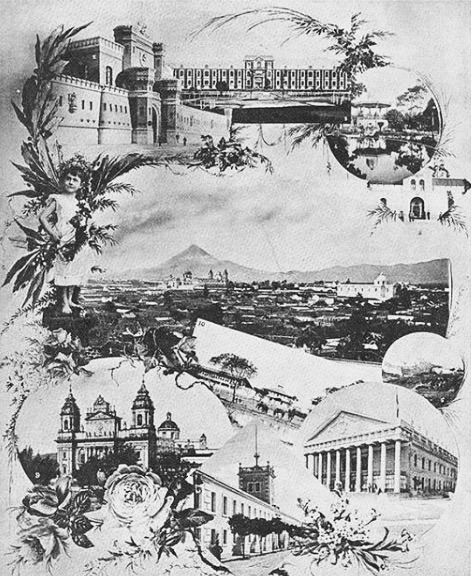
Afiche promocional de la Ciudad de Guatemala durante el gobierno de Reina Barrios.

Durante su gobierno emprendió el embellecimiento de la Ciudad de Guatemala, a la que dotó de avenidas, alamedas y monumento siguiendo el ejemplo de París. De sus obras, aún se conservan el «Paseo de la Reforma» y el «Parque Concordia».
Además se edificaron o remodelaron hermosos edificios como el Palacio Presidencial, que lamentablemente fueron destruidos, en su mayoría, por los célebres terremotos de 1917–18. Se dio un mejoramiento del Parque Reina Barrios ubicado en el Paseo de la Reforma (con la construcción del Pabellón de la Exposición Centroamericana y la colocación de varias esculturas de animales provenientes de Europa) y se construyó el edificio de la Propiedad Inmueble, hoy en día Museo Nacional de Historia, en el centro de la Ciudad de Guatemala. El Palacio Presidencial, o Casa presidencial, fue inaugurado con motivo de la celebración del cumpleaños del presidente Reina Barrios en diciembre de 1896 con una recepción y un banquete para doscientos cincuenta invitados; la espléndida recepción fue criticada porque ya para entonces se empezaban a advertir los serios efectos económicos que estas construcciones y mejoras tenían sobre la economía nacional.
En cuanto a las comunicaciones, se preocupó de la construcción de caminos y de la conexión de telégrafos internos e internacionales. Asimismo, durante su gobierno se concluyeron dos tercios del trayecto entre Puerto Barrios en la costa atlántica y la ciudad de Guatemala, terminando en San Agustín Acasaguastlán, y también concluyó los cien kilómetros de vía férrea entre el Puerto de San José en el Pacífico y la Ciudad de Guatemala ya que la construcción de un ferrocarril interoceánico era el principal objetivo de su gobierno, por la importancia militar y económica que tenía en ese entonces.

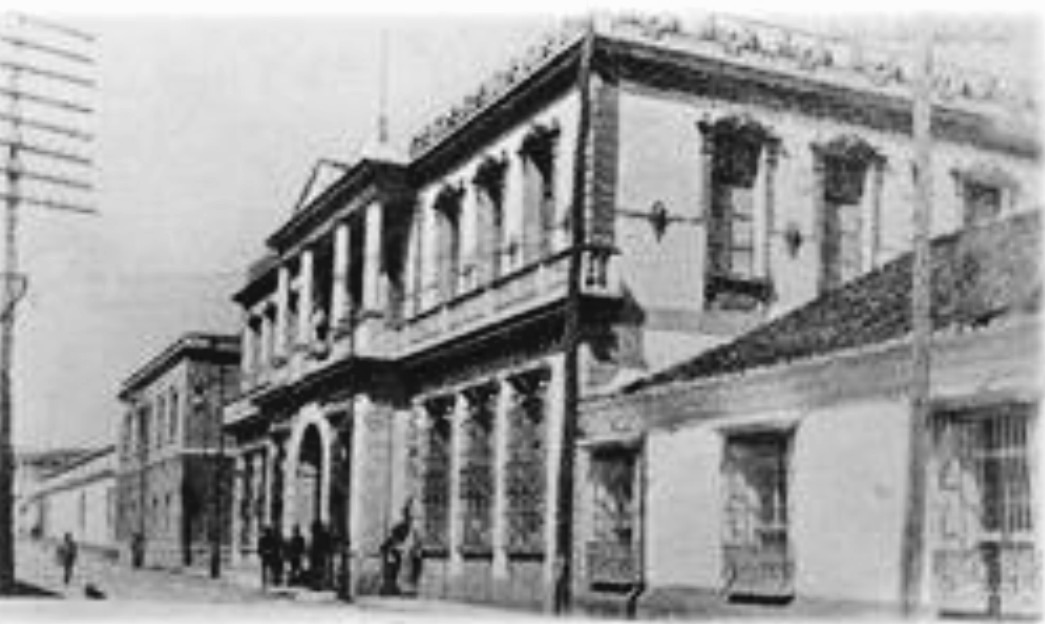
Palacio Presidencial
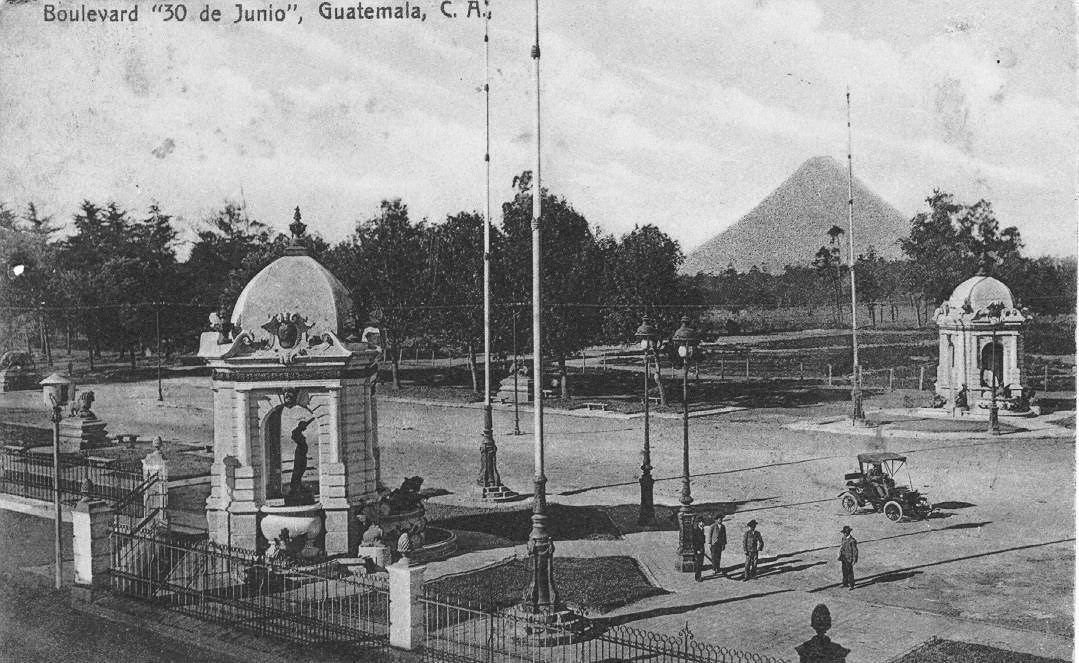
Bulevar 30 de junio.
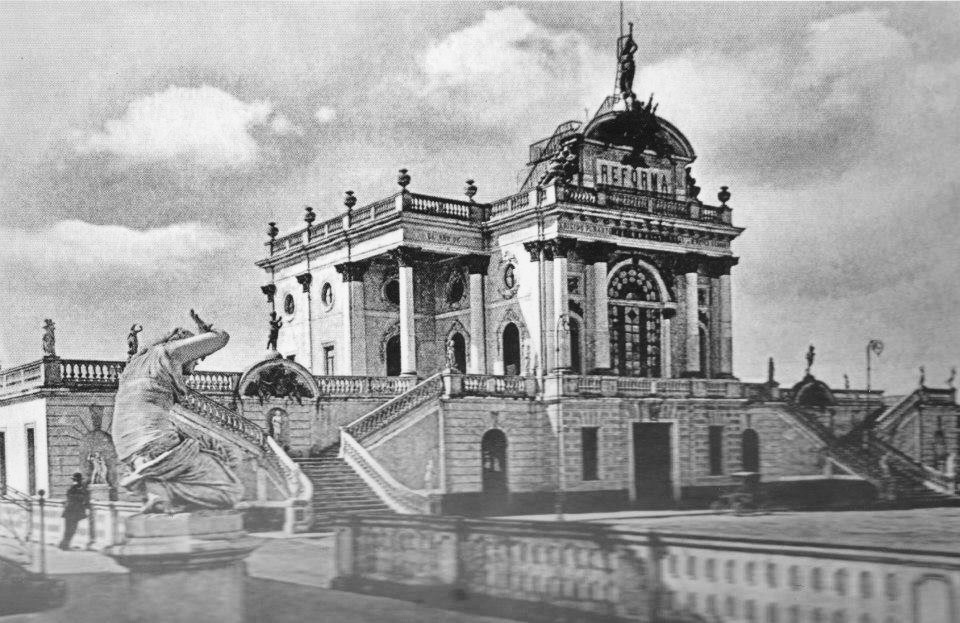
Ubicado al final del bulevar, el Palacio y Museo de la Reforma funcionó como museo hasta que fue destruido por los terremotos de 1917-18.

### Economía

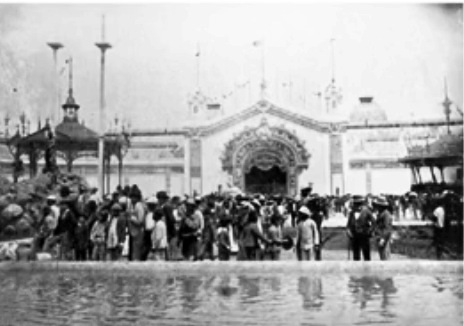
Salón de la Exposición Centroamericana de 1897.

El poder de los terratenientes sobre los campesinos se acentuó bajo el mandato de Reina Barrios y la gran cantidad de moneda que acuñó para sus proyectos causó inflación y le hizo impopular. Este exceso de moneda circulante se debió al endeudamiento para las obras de infraestructura y para la realización de la Exposición Centroamericana en 1897 la cual, irónicamente, había sido planificada para mostrar los avances agrícolas, culturales y comerciales de Guatemala a posibles inversionistas extranjeros pero fracasó cuando no se pudo terminar el ferrocarril interoceánico a tiempo. Ese ferrocarril hubiese sido la mejor oferta para los inversionistas extranjeros, pues 1897 todavía no había ocurrido la Guerra entre Estados Unidos y España por la isla de Cuba y tampoco se había construido el Canal de Panamá.
La entrada de Brasil al mercado del café, que para entonces ya era el cultivo fundamental de los gobiernos y terratenientes liberales, fue otro factor determinante en la caída de la economía guatemalteca. Esto provocó un fuerte endeudamiento, principalmente con bancos británicos, el cual fue el principal factor para que su sucesor, el licenciado Manuel Estrada Cabrera, buscara afanosamente el apoyo político, económico y militar de los Estados Unidos, ya que en esos días las naciones europeas recurrían a invasiones militares cuando tenían que cobrar las deudas de las antiguas colonias españolas (como fue el caso de la Invasión Francesa a México en el siglo xix).
En junio de 1896 se reportó que la sociedad guatemalteca se había visto sacudida por los cablegramas que reportaban que había habido una baja en el café; las revistas culturales que circulaban entre los círculos ilustrados del país comentaban que los sueños dorados de liquidar vendiendo las fincas a precios fabulosos, excursiones de recreo a Europa y los aderezos de perlas y brillantes para las damas quedarían por un lado. En febrero de 1897, los efectos de la inflación ya se hacían notar en todos los estratos de la sociedad: los costos de la canasta básica se incrementaron, la medida de suprimir los derechos arancelarios a los productos de primera necesidad no sirvió para evitar el alza de precios y se solicitaba apoyar a la agricultura nacional ya que hasta el heno de los caballos de los carruajes de los criollos y el maíz que utilizaban los indígenas para hacer sus tortillas eran importados. Y finalmente, se rogaba que se consumiera lo nacional, pues las tiendas tenían todo surtido de productos extranjeros, a pesar de que los nacionales eran de calidad similar.
En marzo de 1897, coincidiendo con el inicio de la Exposición Centroamericana la revista cultura La Ilustración Guatemalteca publicó un análisis detallado de la situación económica de Guatemala. Para entonces, los bancos del país presentían una mala situación y habían querido mejorar sus créditos exigiendo garantías fiduciarias, retirando créditos y pasando circulares con lo que consiguieron general el pánico entre la población guatemalteca. Por otra parte, algunos bancos habían incrementado considerablemente el tipo de interés aprovechando la concesión que tenían del gobierno para emitir billetes.
En ese momento, la cesación del alza de los precios de los valores públicos se había convertido en un descenso rápido y desconsolador; por ejemplo, las acciones del Banco Internacional bajaron de $5500 a $5000 entre junio de 1896 y febrero de 1897, mientras que las bonos de la Exposición y del Ferrocarril del Norte bajaron de $90 y $44 a $80 y $32, respectivamente en el mismo período. Solo se mantuvieron estables las acciones del Banco de Occidente y los bonos de la deuda flotante ya que las acciones del banco no podían estar más bajas produciendo 11% por acción; de los bonos de la deuda flotante, emitidos originalmente por tres millones de pesos, restaban ya solamente $380,000 que se encontraban en un reducido círculo de personas acaudaladas, quienes no las ofrecían porque no tenían ninguna necesidad de hacerlo por el momento. Finalmente, los bonos del Ferrocarril del Norte fueron los que más cayeron, pues estaban en manos de empleados y personas poco acaudaladas, que se habían visto en la necesidad de venderlos para subsistir.
De acuerdo al análisis de La Ilustración Guatemalteca, en marzo de 1897 existía una paralización completa en los negocios por carencia casi absoluta de efectivo, situación muy grave que estaba empezando a afectar el comercio, la agricultura, la industria y demás fuentes de riqueza. Las causas de este serio problema eran el excesivo desarrollo que el gobierno de Reina Barrios había dado a necesidades ficticias -o sea, el embellecimiento de la Ciudad de Guatemala, proyecto de Acatán y el gasto millonario en la Exposición Centroamericana- sin haber tomado en cuenta el verdadero estado de las cuentas nacionales y para las que necesitó de muchos recursos particulares obtenidos por medio de bonos. Esta actitud se había trasladado a la población en general, ya que las familias habían entrado en una época de lujo y vanidad en el que se buscaban coches, caballerizas, lacayos con lujosa librea, visitas al teatro y otras cosas en las que se gastaba más de lo que las familias tenían de ingresos; esto resultaba en que se hubiera abusado del crédito y de la especulación. Se consideraba para entonces que la única solución era una austeridad completa con un plan de economías y la abstención absoluta de todo dispendio innecesario y se temía que se llegara a una bancarrota estatal.
Por otra parte se indicaba que el país solamente producía café y no tenía ningún otro fruto con qué hacer frente al sinnúmero de necesidades aumentadas por los bonos para el Ferrocarril del Norte, para Acatán y para la Exposición, entre otros; por otra parte, todo era importado y por consiguiente, el país era deudor no solo por el importe de los bienes, sino también por el cambio de moneda, los fletes y las comisiones. Las exportaciones guatemaltecas no llegaban a veinte millones de pesos y como eran muchas la fincas en manos extranjeras, no regresaba al país el valor total de las exportaciones.
En resumen, no quedaba saldo alguno que pudiera equilibrar la balanza del comercio guatemalteco en 1897 y se recomendaban medidas de austeridad y que se hiciera un préstamo a largo plazo negociado en buenas condiciones, y que no fuera como los que hasta entonces se habían hecho por los gobiernos guatemaltecos que no solamente tenían intereses excesivos, sino que no eran administrados de forma honrada.
El 10 de marzo, el periódico opositor La República publicó que no existía regocijo entre la población guatemalteca por la realización de la Exposición, a pesar de la majestuosidad de la misma; dicha apatía se debía a la preocupación por los acontecimientos económicos y políticos de los últimos meses. Se hizo ver que desde un principio la idea de hacer la exposición no fue bien recibida -a pesar de que la situación económica del país era muy buena en ese momento- y que en 1897 la crisis hacía por demás impopular a la celebración: la escasez de dinero, la reducción de negocios y la imposición de mayores sacrificios para sufragar la Exposición, hicieron que los ciudadanos la rechazaran por completo.
A finales de marzo de 1897 continuaron los fuertes editoriales contra el gobierno en La República. En uno se indicaba que no se había concluido la línea del Ferrocarril del Norte y que para ello se necesitan casi doce millones de pesos guatemaltecos y que si se suspendían dichos trabajos, el costo del mantenimiento de lo ya construido costaría cerca de cuatro millones y medio de pesos guatemaltecos. Los editores de La República acusaron al gobierno de despilfarrar el erario pues trató de hacerlo todo a la vez: aparte del Ferrocarril del Norte -que por sí solo hubiera traído grandes beneficios económicos a Guatemala- se habían construido bulevares, parques, plazas, edificios suntuosos, aparte de gastar tres millones de pesos guatemaltecos en la Exposición. La República fue incluso un poco más allá y acusó al presidente de apropiarse de bienes del Estado. En otro fuerte artículo contra el gobierno, acusan de deficiente el manejo de agua -la cual se obtenía en parte del proyecto de Acatán- y que se estaba utilizando en las fuentes de la Exposición dejando sin abastecimientos a la población de la Ciudad de Guatemala. Por estas publicaciones, el periódico fue cerrado temporalmente por el gobierno de Reina Barrios, aunque fue reabierto pocos meses después.
Cuando el gobierno se dio cuenta de que la Exposición Centroamericana iba a fracasar, provocó una baja en la cantidad de moneda de plata circulante cuando relevó a los bancos de Guatemala de pagar en moneda corriente de oro o plata, facultándolos para hacerlo con sus propios billetes, de los que existían entonces alrededor de 10 millones de pesos en circulación. El 15 de agosto de 1897, La Ilustración del Pacífico publicó un severo editorial sobre la situación económica del país, haciendo ver que el dinero que se había generado cuando el precio del café estaba alto se había despilfarrado de tal forma, que cuando este cayó en los mercados internacionales se produjo una fuerte crisis económica derivada de la devaluación de la moneda circulante. En esa misma publicación se reporta que el Banco Agrícola Hipotecario estaba anunciando con grandes letreros que cambiaba sus billetes por giros al tipo de plaza, que en la puerta del Banco Intercontinental había un guardia que amenazaba a las personas que iban a cambiar sus billetes, y que el diario opositor La República informaba que el costo de la leche, los huevos y el pescado estaba tan elevado que solamente las familias acomodadas podían adquirirlos y solicitaba que se redujeran los aranceles a la harina para no debilitar a la población.
Por otro decreto posterior, dispuso el cambio gradual por plata de los propios billetes en los primeros meses de 1898, pero esto no llegó a cumplirse debido al asesinato del presidente en febrero de ese año.

### Arte y Educación
Durante el gobierno de Reina Barrios Guatemala había alcanzado algunos progresos en el orden intelectual, sobre todo en ideas escritas. Un gran número de periódicos se publicaban en la capital y en numerosas poblaciones de la república, aún en algunas predominantemente indígenas y que apenas eran algo más que aldeas.
En los comienzos de su gobierno, le dio un impulso poderoso a la enseñanza. Las escuelas normales fueron objeto de sus atenciones y su trabajo, aunque no tuvo tiempo de culminar esta obra. Al final de su primer año de gobierno, el presidente hizo una visita de pueblos (visitas que los presidentes de guatemaltecos realizaban con cierta frecuencia hasta 1944) y recogió muchos muchachos de las escuelas públicas de los pueblos y a los mejores les dio becas para la Escuela Normal de la Antigua. Esta escuela funcionó en los conventos de San Sebastián y luego en el de la Compañía de Jesús.
En 1892 llegó a Guatemala para estudiar en el Instituto Nacional Central para Varones el futuro intelectual unionista nicaragüense Salvador Mendieta como alumno externo. Mendieta formó parte de una comunidad estudiantil constituida por jóvenes oriundos de distintas partes del istmo, quienes mediante el diálogo y la convivencia diaria adquirirían conocimientos de las realidades políticas de los países vecinos y una percepción regional de Centroamérica como totalidad histórica. En 1894, Mendieta fue el líder de la primera sociedad estudiantil unionista, la cual tuvo una existencia efímera, pues en julio de ese año Mendieta –junto a sus compañeros de sociedad– fue expulsado del Instituto por orden del presidente de Guatemala, general Reina Barrios, tras haber promovido un movimiento contra el director de la institución.
El 21 de marzo de 1893 el decreto legislativo 193 dispuso que las juntas directivas de las facultades de la Universidad Nacional serían nombramientos del ejecutivo lo mismo que los catedráticos de las escuelas facultativas. Las facultades no procederían a elegir sus juntas directivas, y no podían sacar cátedras a oposición. Ese mismo año se creó el Instituto Agrícola de Indígenas que se estableció originalmente en la finca Aceituno en 1894 bajo la dirección de Adolfo Vendrell. En esa escuela se impartía tecnología agrícola y también gramática castellana e instrucción en el Sistema Métrico; luego, en abril de 1896, la escuela fue trasladada a su nuevo edificio, construido en los campos de La Reforma en donde estuvo a cargo del director José María Fuentes.
En 1897, debido a la crisis económica derivada del embellecimiento de la infraestructura y el fracaso de la Exposición Centroamericana, hubo serios problemas económicos en el país, los que se reflejaron en la educación.. En una publicación del Diario de Centro América del 20 de febrero de ese año, se exige al director del Instituto Nacional Central para Varones -entonces el mejor establecimiento de educación secundaria para varones en Guatemala- que se esfuerce en pagar un buen profesor de matemáticas, geometría y trigonometría, ya que hacía tres años que dicha educación estaba descuidada y a los estudiantes que deseaban ingresar a la Escuela Facultativa de Ingeniería se les obligaba a sostener un examen previo. La situación empeoró: Reina Barrios se vio forzado a ahorrar en educación, cerrando las escuelas y la Universidad Nacional. A fines de ese año, Salvador Mendieta regresó a Guatemala para iniciar sus estudios universitarios, pero debido a la inestabilidad política de Guatemala luego de las revoluciones de Oriente y Occidente tras la reelección de presidente, la aguda crisis económica derivada del fracaso de la Exposición Centroamericana y de la caída de los precios del café, y al cierre de la Universidad, decidió trasladarse a México a principios de 1898. Pero tras la muerte de Reina Barrios el 8 de febrero, el gobierno decretó la apertura de los establecimientos públicos de enseñanza, alejando que la instrucción era la base de las instituciones liberales; Mendieta entonces ingresó a la Facultad de Derecho y Notariado de la Universidad Nacional de Guatemala.

#### Himno Nacional
| Considerando que se carece en Guatemala de un Himno Nacional, pues el que hasta hoy se conoce con ese nombre, no sólo adolece de notables defectos, sino que no ha sido declarado oficialmente como tal; y que es conveniente dotar al país de un himno que por su letra y música responda a los elevados fines en que todo pueblo culto presta esta clase de composiciones. |

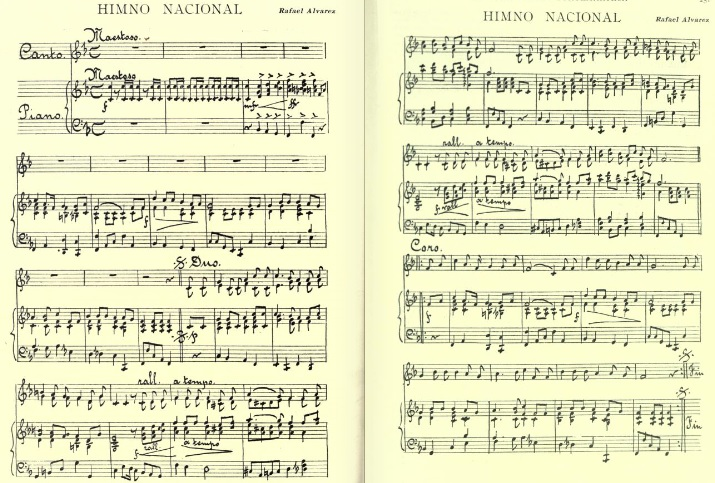
Partitura del Himno Nacional de Guatemala publicada en La Ilustración Guatemalteca en 1897.

En 1896 convocó a un concurso para crear el Himno Nacional de Guatemala. De este nuevo concurso salió premiada la obra de Rafael Álvarez Ovalle esta vez musicalizando un poema amparado con el seudónimo de "Anónimo". Hubo descontento entre los que no ganaron, quienes hicieron llegar su queja hasta el primer mandatario. Reina Barrios, en presencia de los miembros de su gabinete y otras personalidades y maestros de arte musical, volvieron a escuchar todas las composiciones que compitieron en el concurso, habiendo salido electa nuevamente por unanimidad, la del maestro Rafael Álvarez Ovalle.
El autor de la letra del Himno Nacional, permaneció en el más profundo misterio hasta 1910 en que se descubrió que su autor era el poeta cubano José Joaquín Palma, pues este reveló su secreto, antes de morir, de que él era el autor de la letra del himno de Guatemala. El estreno del Himno Nacional tuvo lugar en el acto lírico literario celebrado en el Teatro Colón la noche del domingo 14 de marzo de 1897, como uno de los principales puntos del programa de festejos de la Exposición Centroamericana, habiendo sido condecorado con medalla de oro y diploma de honor el maestro Rafael Álvarez Ovalle.

### Política Exterior
Influyó en la política centroamericana, organizando la primera Exposición Centroamericana en 1897 y presionó a Ponciano Leiva para que dejara la presidencia de Honduras ganada en un golpe de Estado.

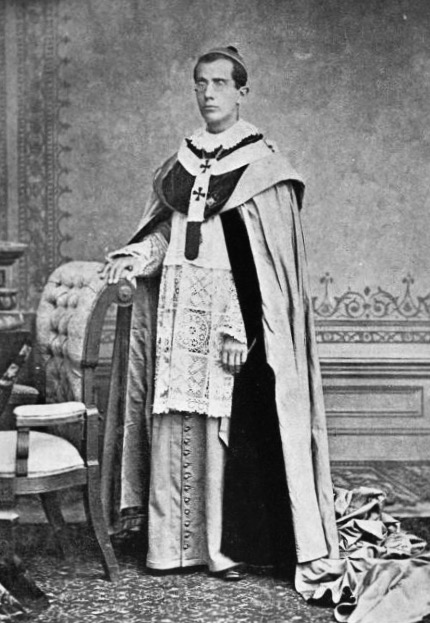
Lic. Ricardo Casanova y Estrada, arzobispo de Guatemala a su retorno al país en marzo de 1897. Fotografía de Alberto G. Valdeavellano.

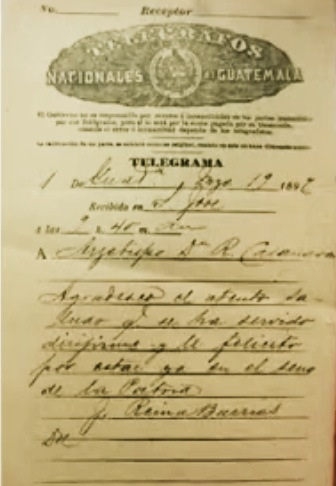
Telegrama enviado al arzobispo de Guatemala por el general José María Reina Barrios tras su regreso a Guatemala en 1897.

En 1897, emitió una amnistía que permitió el regreso del Arzobispo Ricardo Casanova y Estrada a Guatemala, quien había sido expulsado por el presidente Manuel Lisandro Barillas Bercián. El arzobispo llegó el 19 de marzo de esa año, acompañado del padre Juan Paz; cuando llegó al Puerto San José en el vapor Newport, una muchedumbre llegó a recibirlo y escuchó con sumisión la misa que celebró el prelado. Luego partió en tren hacia la ciudad, en donde fue recibido por una enorme multitud en la estación, y luego lo acompañaron hasta la Plaza de Armas; había también personas en los tejados y en las ventanas de las casas, quienes aclamaban frenéticamente al recién llegado. Luego, un majestuoso Te Deum se celebró en la Catedral Metropolitana, que estaba completamente abarrotada por representantes de toda la sociedad guatemalteca.
Incluso los escritores agnósticos de La Ilustración Guatemalteca, como A. Macías del Real, no pudieron menos que felicitar al arzobispo, quien llegaba procedente de Roma y tampoco pudieron negar que el catolicismo era en ese momento la religión preponderante en el país.

### Extensión de su mandato
En enero de 1897 se iniciaron las revueltas en contra del gobierno de Reina Barrios; el 28 de enero el territorio guatemalteco fue invadido por un grupo de revolucionarios que se componía de unos ciento cincuenta hombres armados con rifles Remington, Winchester y Lebel. Tan pronto como el gobierno se enteró del asunto, envió tropas para contener a los invasores, las cuales les dieron alcance el 2 de febrero en un lugar llamado Granadías; tras el combate, los invasores fueron derrotados y sus líderes -Tadeo Trabanino, Braulio Martínez, Juan Vargas y Anselmo Fajardo- apresados, juzgados y fusilados el mismo día. Los rebeldes que lograron escapar, huyeron hacia El Salvador y luego se supo que ya habían instituido una junta preliminar central de gobierno, que iba a estar dirigida por el ciudadano guatemalteco José León Castillo quien luego reportó que sí había estado en correspondencia con Tadeo Trabanino, líder principal de la revuelta.
Por esos mismos días empezaron a aparecer artículos de opinión en los que se tildaba al régimen de Barrios como tiránico, aduciendo que no se había permitido que se desarrollaran los partidos políticos que estaban garantizados por la ley. Y también hubo artículos que dudaban de la capacidad del gobierno para sacar adelante la Exposición Centroamericana y las elecciones presidenciales al mismo tiempo; las elecciones eran tema importante en ese momento, porque ya se había reportado que existía una moción para reformar la Constitución con la intención de eliminar la prohibición de la reelección, pero que no había procedido en 1896 porque no se reunieron los diez parlamentarios requeridos para iniciar el trámite; sin embargo, en febrero de 1897 ya se había reunido ese número de legisladores.
El 5 de marzo de 1897 Próspero Morales renunció a su cargo como Secretario del despacho de Instrucción Pública para participar como candidato presidencial en las elecciones presidenciales programadas para ese año. En su carta de dimisión dirigida al presidente Reina Barrios, Morales indicó que lo hacía basándose en el principio de alternabilidad que estipulaba la Constitución de Guatemala y porque quería combatir desde el plano político las medidas tomadas por el gobierno del presidente, sin que se le achacara que estuviera traicionando al presidente o parapetándose desde su alto puesto oficial.. A finales de marzo se publicaron fuertes editoriales contra el gobierno en el periódico opositor La República indicando que no se había concluido la línea del Ferrocarril del Norte y que para ello se necesitan casi doce millones de pesos guatemaltecos y que si se suspendían dichos trabajos, el costo del mantenimiento de lo ya construido costaría cerca de cuatro millones y medio de pesos guatemaltecos. Los editores de La República acusaron al gobierno de despilfarrar el erario pues trató de hacerlo todo a la vez: aparte del Ferrocarril del Norte -que por sí solo hubiera traído grandes beneficios económicos a Guatemala- se habían construido bulevares, parques, plazas, edificios suntuosos, aparte de gastar tres millones de pesos guatemaltecos en la Exposición Centroamericana. La República fue un poco más allá y acusó al presidente de apropiarse de bienes del Estado.
En mayo era mayor el rechazo a la medida de reelección del presidente, la cual se calificó de atentado contra la Constitución y se rechazó emitir publicaciones en las que se favoreciera la misma. Y cuando el proyecto de agua de Acatán empezó a mostrar deficiencias y falta de agua las críticas del periódico opositor La República -que entonces ya tenía seis años de existencia- fueron tan fuertes, que el gobierno lo suspendió a mediados de mayo de 1897 hasta que demostrara de forma concluyente que el general Reina Barrios había derrochado las rentas de la nación y que había hecho mal uso de ellas, para lo que el gobierno puso a disposición de los redactores del diario los libros de contabilidad del Ejecutivo.
Por decreto de 24 de abril de 1897, la Asamblea Nacional Legislativa prorrogó sus sesiones por el tiempo que fuera necesario. Cuatro días más tarde, y unos pocos antes de ser disuelta por el presidente, por decreto número 360 de 28 de abril, nombraba primer y segundo designados a la presidencia, respectivamente, al licenciado Manuel Estrada Cabrera y al general Manuel Soto.
El 31 de mayo de 1897 fue disuelta la Asamblea Legislativa; la publicación La Ilustración Guatemalteca describe este hecho así: «Fundándose en las circunstancias que siguen, el Ejecutivo asumió los Poderes de la República. Se pretendió romper por la Asamblea los lazos de la buena armonía entre los Poderes de la Nación, y se llegó hasta el punto de dictar leyes anticonstitucionales y, por lo mismo, inconvenientes y aún contradictorias. La minoría fue reduciéndose, cada vez más, hasta el número de nueve diputados que no podían ni reunirse en junta el 31 de mayo último, quedando así disuelta, de hecho, la augusta Representación Nacional.» Luego de disolver a la Asamblea, convocó a una nueva Asamblea Constituyente en agosto de 1897, la cual prorrogó su mandato por otros cuatro años de acuerdo al decreto emitido en agosto de 1897. Entre los diputados constituyentes que votaron a favor de la prórroga estuvieron el licenciado Antonio Batres Jáuregui -quien fue varias veces Ministro de Relaciones Exteriores de Guatemala y embajador de Guatemala ante los Estados Unidos- y el señor Carlos Herrera y Luna -quien en 1920 sería designado Presidente de Guatemala. Su nuevo gabinete estuvo conformado de la siguiente forma:
- Gobernación y Justicia: Mariano Cruz (en sustitución de Manuel Estrada Cabrera)
- Instrucción Pública: Mariano Cruz (en sustitución de Próspero Morales, quien renunció al cargo por no estar de acuerdo con la extensión del mandato presidencial y participar como candidato presidencial)
- Relaciones Exteriores: Antonio Batres Jáuregui
- Hacienda: Francisco C. Castañeda
- Fomento: Feliciano García
- Guerra: Gregorio Solares

### Revolución Quetzalteca de 1897

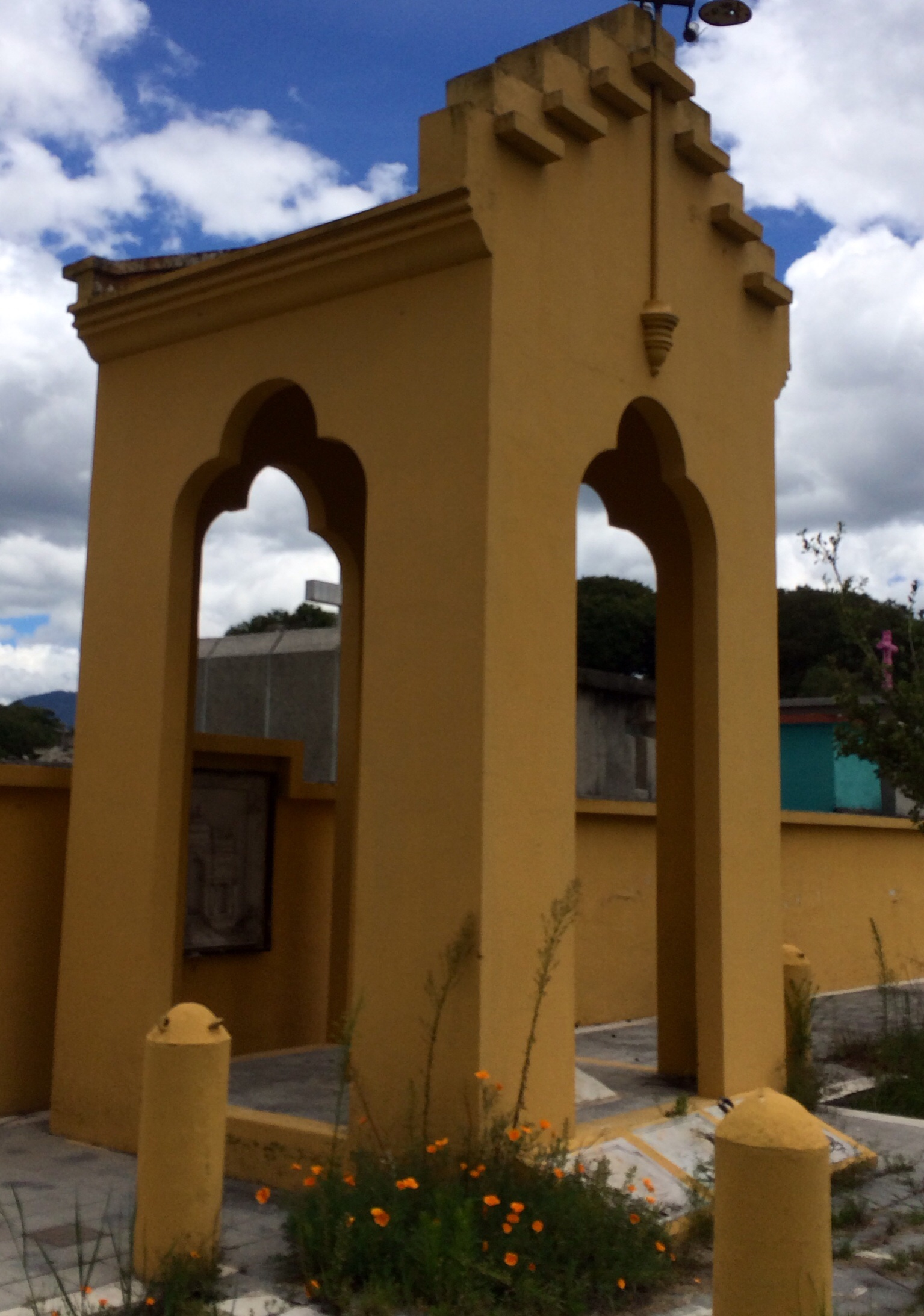
Monumento y Panteón de los Mártires de 1897 en Quetzaltenago en 2014.

La prórroga forzada del gobierno de Reina creó descontento entre la población guatemalteca, que se dio cuenta de que las intenciones del gobernante ya no eran únicamente el progreso del país. Se dieron protestas y el 7 de septiembre insurrectos tomaron los cuarteles y las oficinas públicas de San Marcos y marcharon rumbo a Quetzaltenango con un ejército improvisado formado por trabajadores, comerciantes y profesionales. Los líderes del movimiento, Juan Aparicio, hijo (acaudalado filántropo), y Sinforoso Aguilar (alcalde primero de Quetzaltenango), fueron traicionados por un supuesto amigo y entregados a los militares leales a Reina Barrios. El Presidente ordenó fusilarlos el 13 de septiembre sin previo juicio.
La sociedad quetzalteca suplicó al presidente que los condenados no fueran fusilado, a lo que Reina Barrios finalmente accedió y pidió a su Ministro de Gobernación Estrada Cabrera que telegrafiara el mensaje. El Ministro -que también era quetzalteco y tenía una querella personal con Aparicio-, retrasó el envío del telegrama, el cual llegó a su destino después de la muerte de Aparicio. Aparentemente, Estrada Cabrera tenía un problema personal con Aparicio por no haber logrado apoderarse de la Empresa Eléctrica de Quetzaltenango, y aprovechó la circunstancia para eliminarlo. Al darse cuenta, Reina Barrios envía a Estrada Cabrera a Costa Rica a una comisión diplomática; al regresar de ese país, Estrada Cabrera fue removido como Secretario de Gobernación.
Aparicio y Aguilar, y cerca de dos centenares de los caídos en la batalla de Quetzaltenango, fueron sepultados en una fosa común en el cementerio de Quetzaltenango conocida desde entonces como el «Panteón de los Mártires».

### Presidentes y líderes liberales
- Portal:Guatemala. Contenido relacionado con Gobierno.
- Francisco Morazán
- José María Orantes
- José María Reina Barrios
- Justo Rufino Barrios
- Manuel Lisandro Barillas Bercián
- Manuel Estrada Cabrera
- Manuel José Arce
- Mariano Gálvez
- Miguel García Granados

### Presidentes y líderes conservadores
- Alejandro M. Sinibaldi
- Carlos Salazar
- José Venancio López
- Juan Antonio Martínez
- Mariano Rivera Paz
- Pedro de Aycinena
- Rafael Carrera
- Vicente Cerna y Cerna

### Símbolos patrios instituidos por la Reforma Liberal
- Bandera de Guatemala
- Escudo de Armas de Guatemala